# 熊本駅
熊本駅（くまもとえき）は、熊本県熊本市西区にある、九州旅客鉄道（JR九州）・日本貨物鉄道（JR貨物）の駅である。JR九州の駅は春日三丁目に、JR貨物の駅は蓮台寺四丁目にある。
本項では熊本市交通局（熊本市電）の熊本駅前停留場についても記述する。

## 概要
政令指定都市及び熊本県の県庁所在地である熊本市の代表駅で、熊本における鉄道の拠点・陸の玄関口である。九州新幹線の山陽新幹線新大阪駅まで直通するみずほ・さくらの各列車、九州内を走るつばめや、阿蘇方面への在来線の特急列車や観光列車など全旅客列車が停車するターミナル駅である。また、駅前の熊本市電の停留場からは路面電車が市内中心部の下通・上通（中央区）などの繁華街や東部郊外の住宅地とを結び、駅前バス乗り場からは九州各地を結ぶ高速バスや、熊本空港方面のリムジンバスも発着する。当駅は中心市街地に位置する熊本桜町バスターミナルとともに熊本県の一大交通拠点として機能している。
事務管コードは▲930121を使用している。
2011年（平成23年）3月12日、九州新幹線の全線開通に伴い車両基地が南に移転した。元々の駅舎である在来線側（東口）を「白川口」、新設された西口を「新幹線口」とした。2018年3月17日に在来線の高架化が完了し、翌年3月16日には現在の駅舎が完成した。表玄関の白川口は建築家の安藤忠雄による設計で、熊本城の石垣である「武者返し」をイメージしたデザインとなっている。線路高架化と前後して周辺で駅前広場などの再開発事業が多数進行しており、その目玉として高架化に伴い生まれた空間に新たに地上12階建ての新駅ビルが建設され、2021年4月23日に駅ビル型商業施設（ファッションビル）の「アミュプラザくまもと」を中核とした「JRくまもとシティ」が開業した。

### 乗り入れ路線
JR九州の駅には、九州新幹線と在来線の鹿児島本線と豊肥本線の計3路線が乗り入れている。
在来線での当駅の所属線は鹿児島本線である。また、鹿児島本線の宇土駅を起点とする三角線の列車が全て当駅を始発・終着として運行されており、当駅 - 三角駅間には「あまくさみすみ線」の愛称が使用されている。豊肥本線は当駅が終点であるが、列車運行上は当駅を発車する列車が下り、当駅に到着する列車が上りとして扱われる。豊肥本線と鹿児島本線は一部直通運転を行っている。
九州新幹線は全列車が停車する。在来線の優等列車は、大分・別府と当駅を結ぶ九州横断特急や、臨時列車として週末や連休、夏休み期間中などに、あそぼーい!や、三角駅までA列車で行こう、鳥栖駅までSL人吉、宮地駅までかわせみ やませみなど(「いさぶろう・しんぺい」は「かんぱち・いちろく」に改造。)といった観光列車・特急列車が運転される。過去には肥薩おれんじ鉄道線に直通する快速列車もあったが、2019年3月のダイヤ改正で運転が取りやめになった。
熊本市交通局の熊本駅前停留場には幹線と田崎線の2路線が乗り入れている。両路線はA系統として一体運転されている。

## 歴史
- 1891年（明治24年）
  - 4月：熊本機関庫設置[8]。

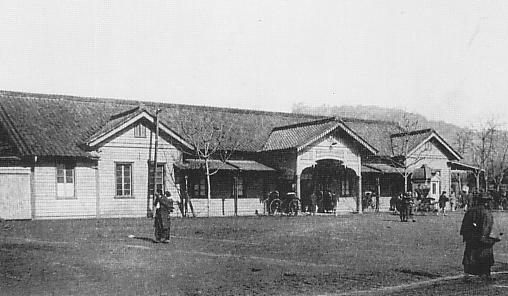
明治期の熊本駅。開業時の初代駅舎。

  - 7月1日：九州鉄道が高瀬駅（現・玉名駅）から延伸した際の終着駅として、飽田郡春日村（後に春日町）に開業。
- 1894年（明治27年）8月11日：九州鉄道が川尻駅まで延伸され、途中駅となる。
- 1907年（明治40年）7月1日：九州鉄道の国有化により帝国鉄道庁（後に日本国有鉄道）の駅となる。
- 1914年（大正3年）
  - 6月21日：宮地軽便線（現在の豊肥本線）が肥後大津駅まで開通。
  - 7月：北側に駅舎を新築して移転（現在地）。
- 1921年（大正10年）6月1日：春日町が熊本市に編入合併され、熊本市内となる。
- 1924年（大正13年）8月1日：熊本市電 熊本駅前 - 浄行寺・水前寺間開業。

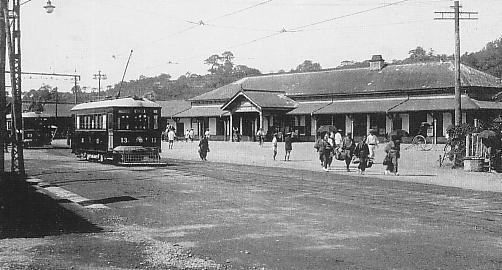
1924年の熊本駅周辺

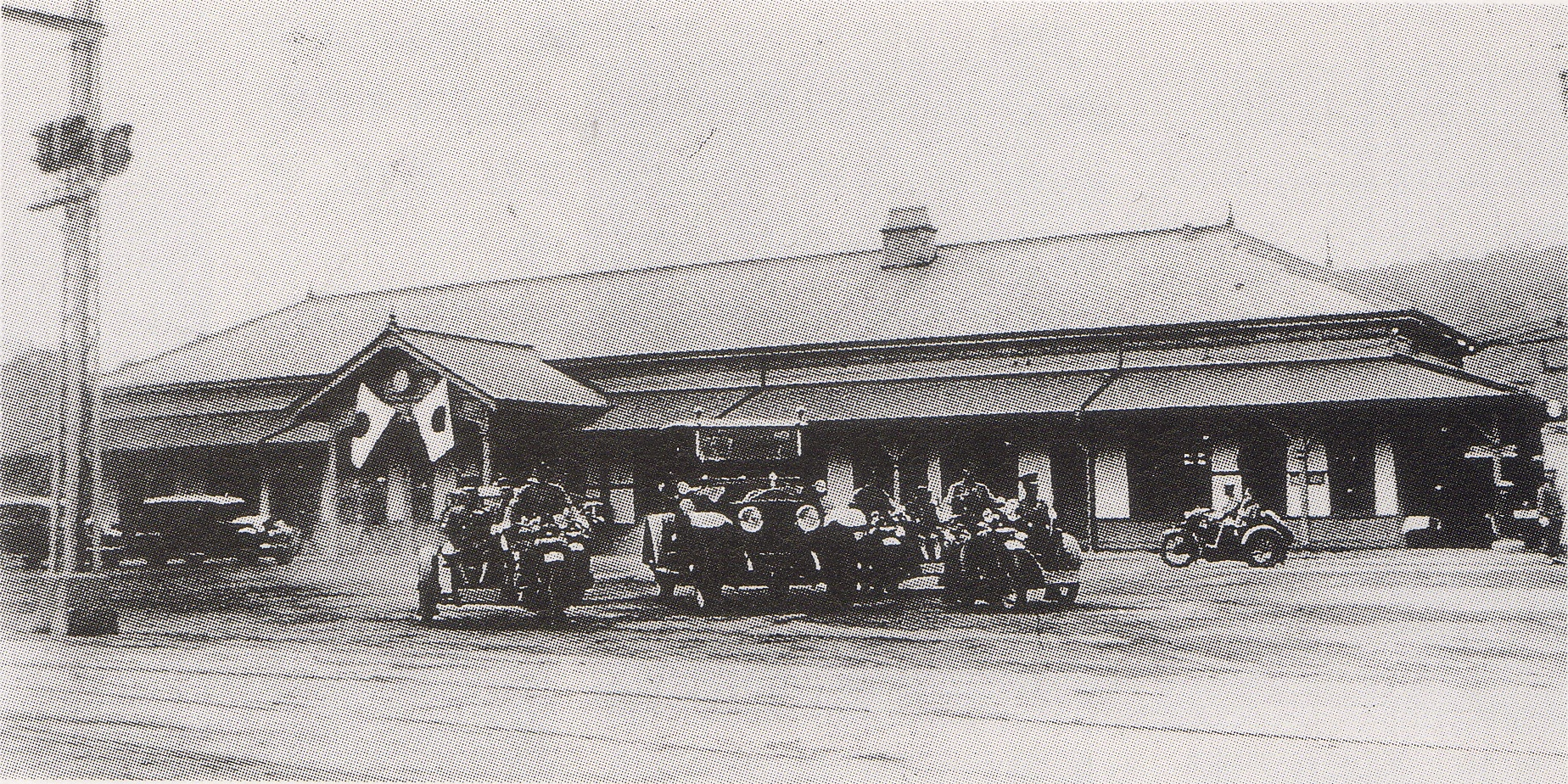
1931年（昭和6年）頃の陸軍熊本大演習の際に撮影された2代目駅舎

- 1945年（昭和20年）7月27日：熊本大空襲により上りホーム上家全焼。駅本屋は被災を免れた。
- 1958年（昭和33年）3月：駅舎改築[8]。
- 1959年（昭和34年）12月24日：熊本市電田崎線開業。
- 1965年（昭和40年）
  - 9月10日：鹿児島本線の荒木駅から当駅までが電化。
  - 9月24日：みどりの窓口営業開始。

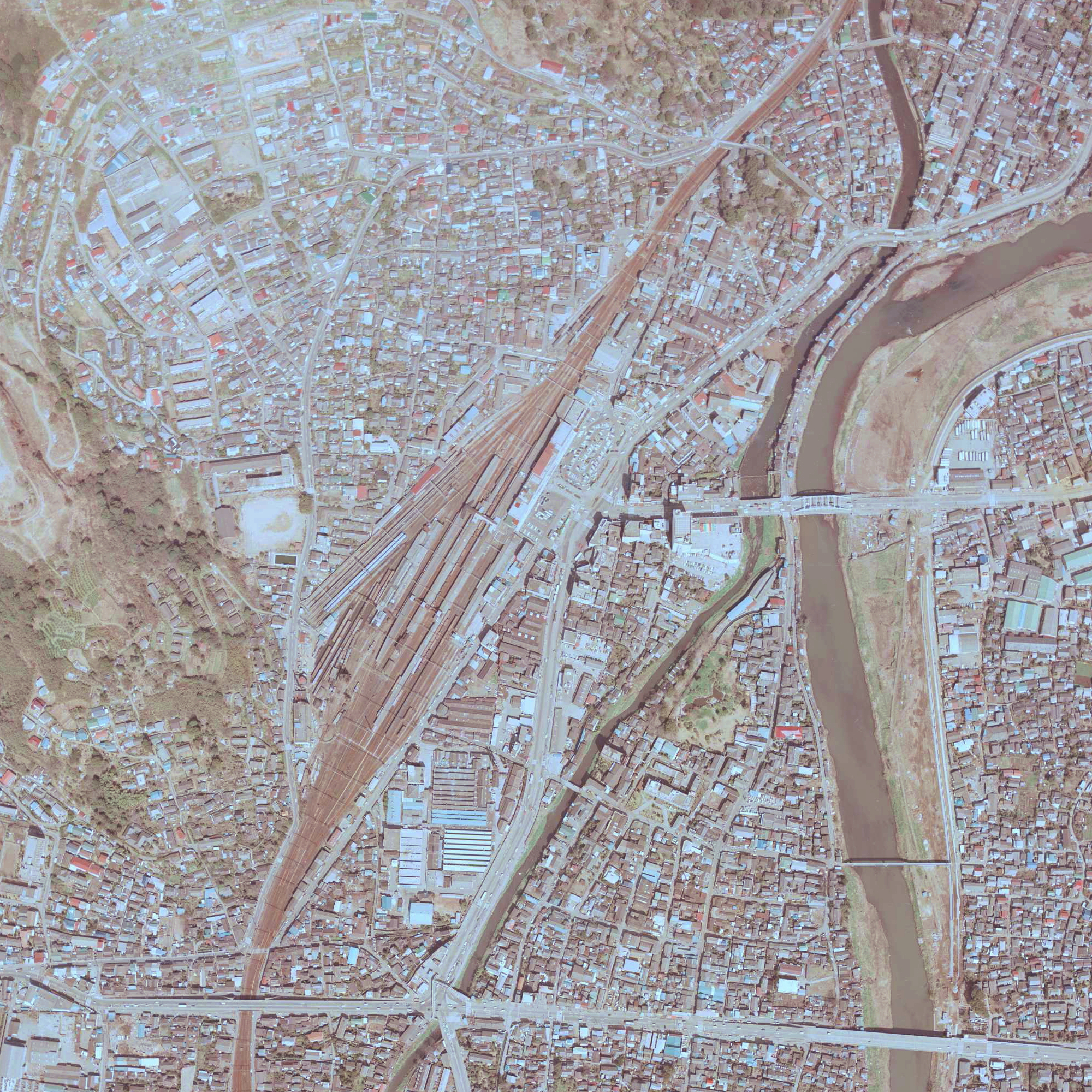
熊本駅周辺の空中写真（1975年3月撮影）

- 1970年（昭和45年）10月1日：旅行センター営業開始[9]。
- 1984年（昭和59年）11月30日：構内の橋はかりを廃止[10]。
- 1987年（昭和62年）4月1日：国鉄分割民営化により、国鉄駅はJR九州・JR貨物が継承。
- 1991年（平成3年）4月6日：駅舎を改修[11]。

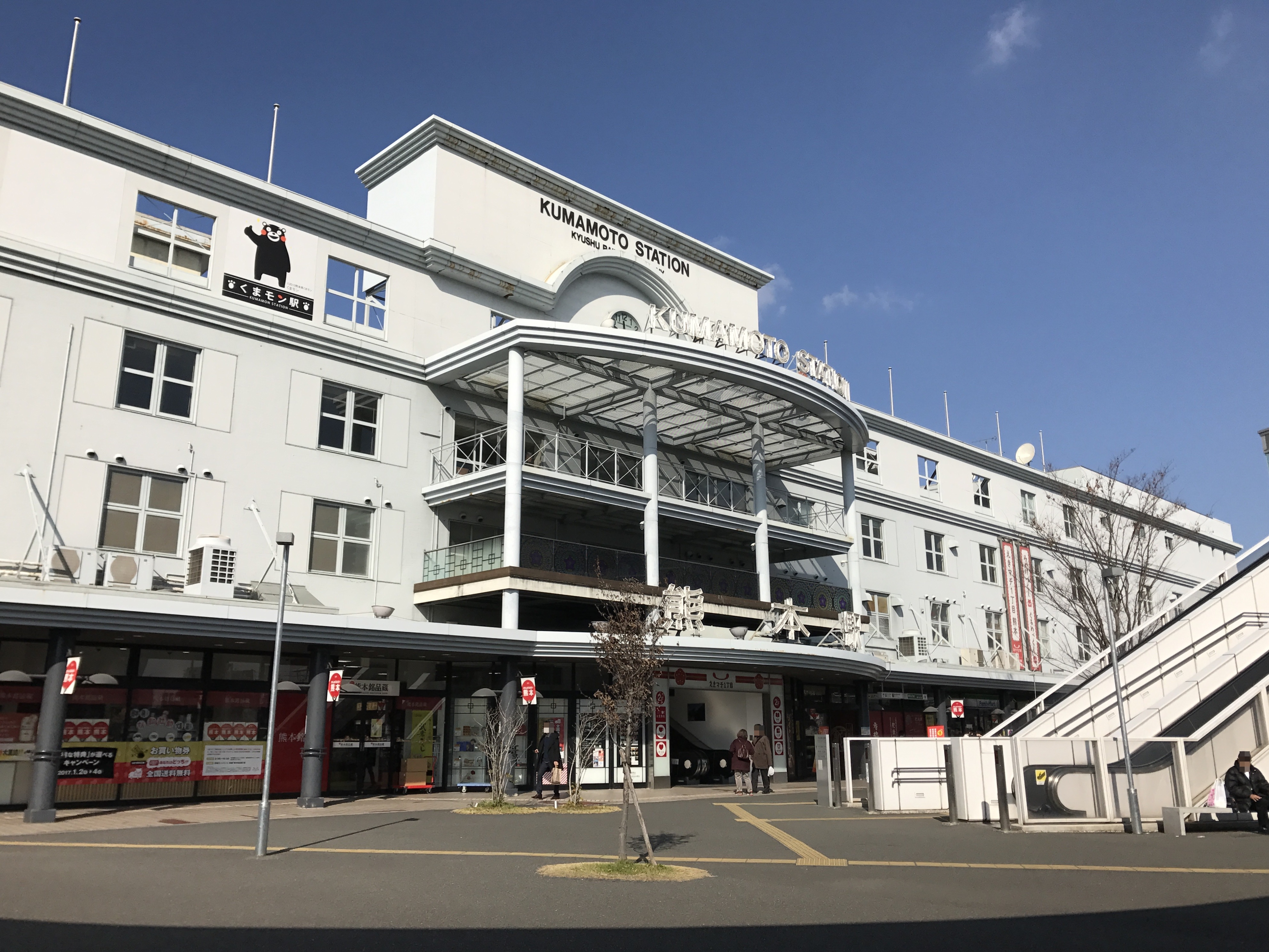
平成期の熊本駅（2017年1月3日撮影）
1958年使用開始の3代目駅舎を1991年に大幅改修した後のもの。2018年まで使用された

- 1995年（平成7年）5月31日：九州新幹線の駅舎の工事を着手[12]。
- 1999年（平成11年）10月1日：豊肥本線の当駅から肥後大津駅までが電化。
- 2002年（平成14年）11月2日：1階改札口に自動改札機を5台設置。熊本県内初[13][14]。
- 2006年（平成18年）9月24日：新幹線高架工事と在来線高架工事に伴うホーム配置大幅改変。
- 2009年（平成21年）3月13日：当駅と東京駅を結ぶ「寝台特急はやぶさ」が廃止。
- 2010年（平成22年）4月26日：市電のサイドリザベーション化のため熊本駅前停留場を移設・リニューアル。
- 2011年（平成23年）
  - 3月12日：九州新幹線の博多駅 - 新八代駅間が開業し、停車駅となる。
  - 8月：構内のおてもやん通りがブルネル賞奨励賞を受賞。
- 2012年（平成24年）12月1日：ICカード「SUGOCA」の利用が可能となる[15]。
- 2015年（平成27年）
  - 3月：熊本駅新駅ビルの基本構想をJRが表明。
  - 3月14日：鹿児島本線北側約4 kmの上下線と熊本駅部約2 kmの上り線が高架化[16][17]。
- 2017年（平成29年）
  - 3月4日：特急（D&S列車）「かわせみ やませみ」が運転開始[18]。
  - 11月8日：新駅ビルの施設概要が発表され[19]、地上12階、地下1階建て（JR九州ホテルズの宿泊主体型であるブラッサムブランドをベースにしたホテル、シネマコンプレックス、結婚式場、商業施設）の駅ビルとなることが判明した。
- 2018年（平成30年）
  - 3月17日：鹿児島本線の下り線、熊本駅部約2 kmと豊肥本線約1 kmが高架化[2][20]。高架下商業施設「肥後よかモン市場」がオープン[21]。
  - 5月14日：平日の朝通勤時間帯のホーム混雑緩和のため、のりばを変更[22][23]。
  - 6月：貨物駅構内に、発送貨物の一般トラックから鉄道コンテナへの積替え施設「セルフコンテナステーション」を設置し開業[24]。
  - 12月21日：熊本駅北ビル（仮称）の計画をJR九州が表明[25]。
  - 年度内：熊本駅白川口駅前広場の拡張整備に着手[26]。
- 2019年（平成31年）3月16日：安藤忠雄のデザインによる白川口の新駅舎が完成[3]。
- 2020年（令和2年）12月24日：JR熊本白川ビルが完成[27]。
- 2021年（令和3年）
  - 3月5日：JR熊本白川ビルが開業[28]。
  - 3月20日：熊本駅白川口駅前広場の拡張整備が完成し、供用開始[29]。
  - 4月23日：JR熊本駅ビル「JRくまもとシティ」（「アミュプラザくまもと」及び上層階のホテル「THE BLOSSOM KUMAMOTO」）が開業[5][30][31]。

## JR九州

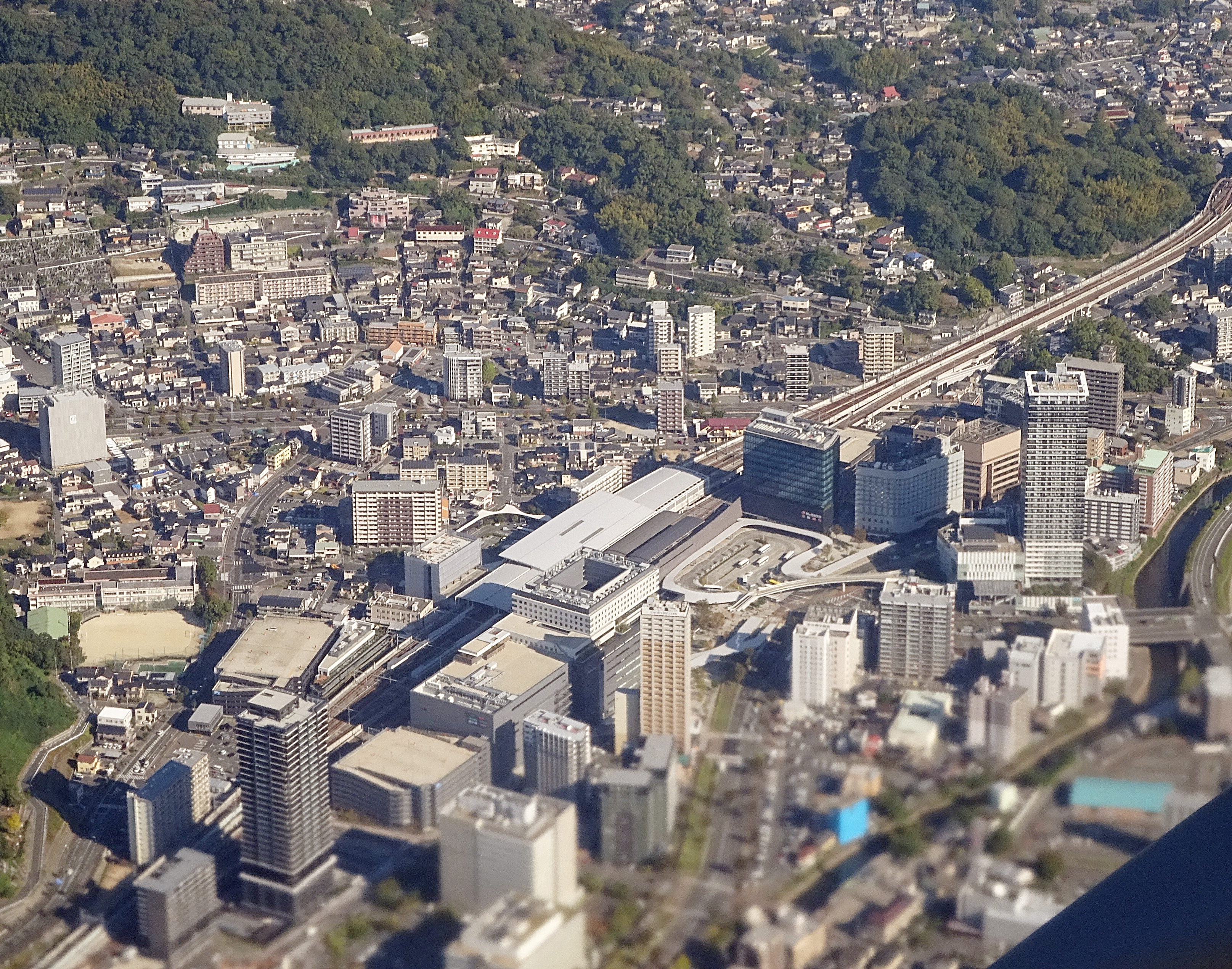
熊本駅を南方から空撮

在来線は島式ホームにそれぞれ切欠きホームが設けられた2面6線、新幹線は島式ホーム2面4線を有する高架駅である。新幹線ホームは8両編成にまで対応し、可動式安全柵（ホームドア）が設置されている。なお、当駅は16両編成分までのホームの延伸が可能な構造で、当駅以北までは12両編成対応の路盤が準備されている（一部、工事準備）。
2018年（平成30年）に高架化が完了したことで白川口と新幹線口とを結ぶ地下通路（改札内・自由通路）は閉鎖され、旧駅舎の解体とともに埋め戻された。旧駅舎の3階以上はJR九州熊本支社をはじめとするJR九州関連企業の業務スペースであったが、解体に伴い付近の高架下へ移転した。また、新幹線改札内にファミリーマートもある。
出札及び改札業務は直営駅で、みどりの窓口と指定席券売機がある。駅自動放送が導入されている。SUGOCAは在来線にのみ2012年12月1日に導入された。新幹線は2022年6月よりエクスプレス予約(EX-IC/スマートEX)が導入され専用カード（EX-IC）又はSUGOCA等の交通系ICを登録して、1回の利用（１エリア・１改札・１予約・１決済）で東京駅〜鹿児島中央駅までの全ての新幹線駅に行くことができる。
2019年3月16日に、安藤忠雄の手によるデザインの新駅舎が完成した。

### のりば
| のりば | 路線                       | 方向 | 行先                         | 備考                   |
| ------ | -------------------------- | ---- | ---------------------------- | ---------------------- |
| 在来線 |                            |      |                              |                        |
| 1 - 3  | ■鹿児島本線                | 下り | 宇土・松橋・八代方面         | 一部4 - 6番のりば      |
| 1 - 3  | ■豊肥本線                  | 下り | 水前寺・光の森・肥後大津方面 | 一部4番のりば          |
| 2      | □特急「九州横断特急」      | 下り | 肥後大津・宮地・大分方面     |                        |
| 2      | □特急「かわせみ やませみ」 | 下り | 肥後大津・宮地方面           |                        |
| 2・3   | □特急「あそぼーい!」       | 下り | 肥後大津・宮地方面           |                        |
| 3      | □観光特急「36ぷらす3」     | 下り | 鹿児島中央行き               | 肥薩おれんじ鉄道線経由 |
| 4・6   | ■鹿児島本線                | 上り | 玉名・大牟田・鳥栖方面       |                        |
| 5      | ■あまくさみすみ線          | 下り | 住吉・網田・三角方面         | 一部2・6番のりば       |
| 6      | □特急「A列車で行こう」     | 下り | 三角方面                     |                        |
| 新幹線 |                            |      |                              |                        |
| 11・12 | 九州新幹線                 | 上り | 博多・広島・新大阪方面       |                        |
| 13・14 | 九州新幹線                 | 下り | 鹿児島中央行き               |                        |

付記事項
- 2020年7月豪雨の影響で肥薩線八代駅 - 吉松駅間が運休中のため、特急「かわせみ やませみ」は別区間で暫定運行中（かつては特急「いさぶろう・しんぺい」と快速「SL人吉」も同様の措置が取られていたが、「いさぶろう・しんぺい」は2023年10月4日、「SL人吉」は2024年3月29日にそれぞれ運行を終了した）。
- 在来線のホーム番号は東から振られているのに対し、新幹線は西から振られている。

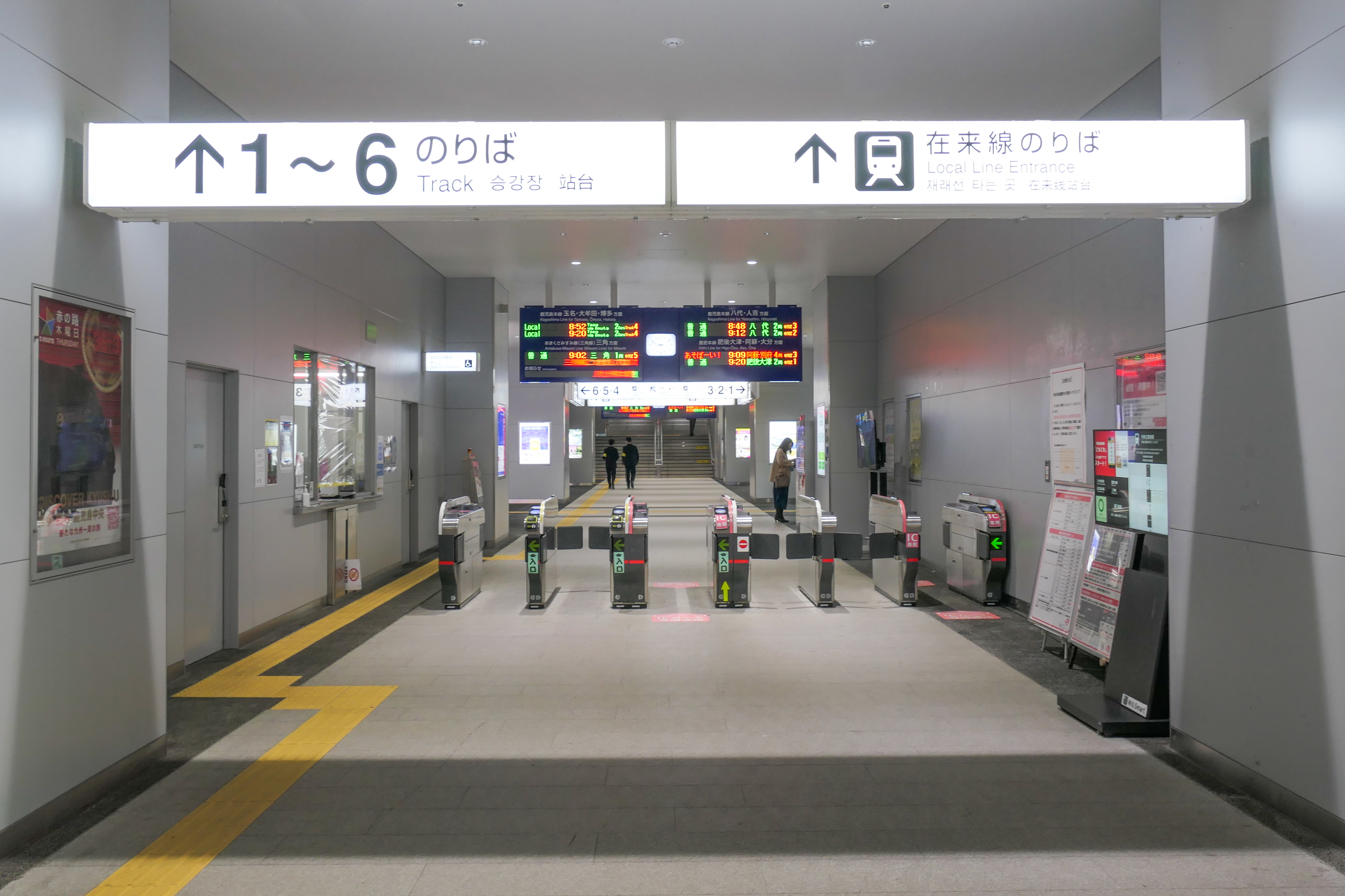
在来線改札口（2022年1月）
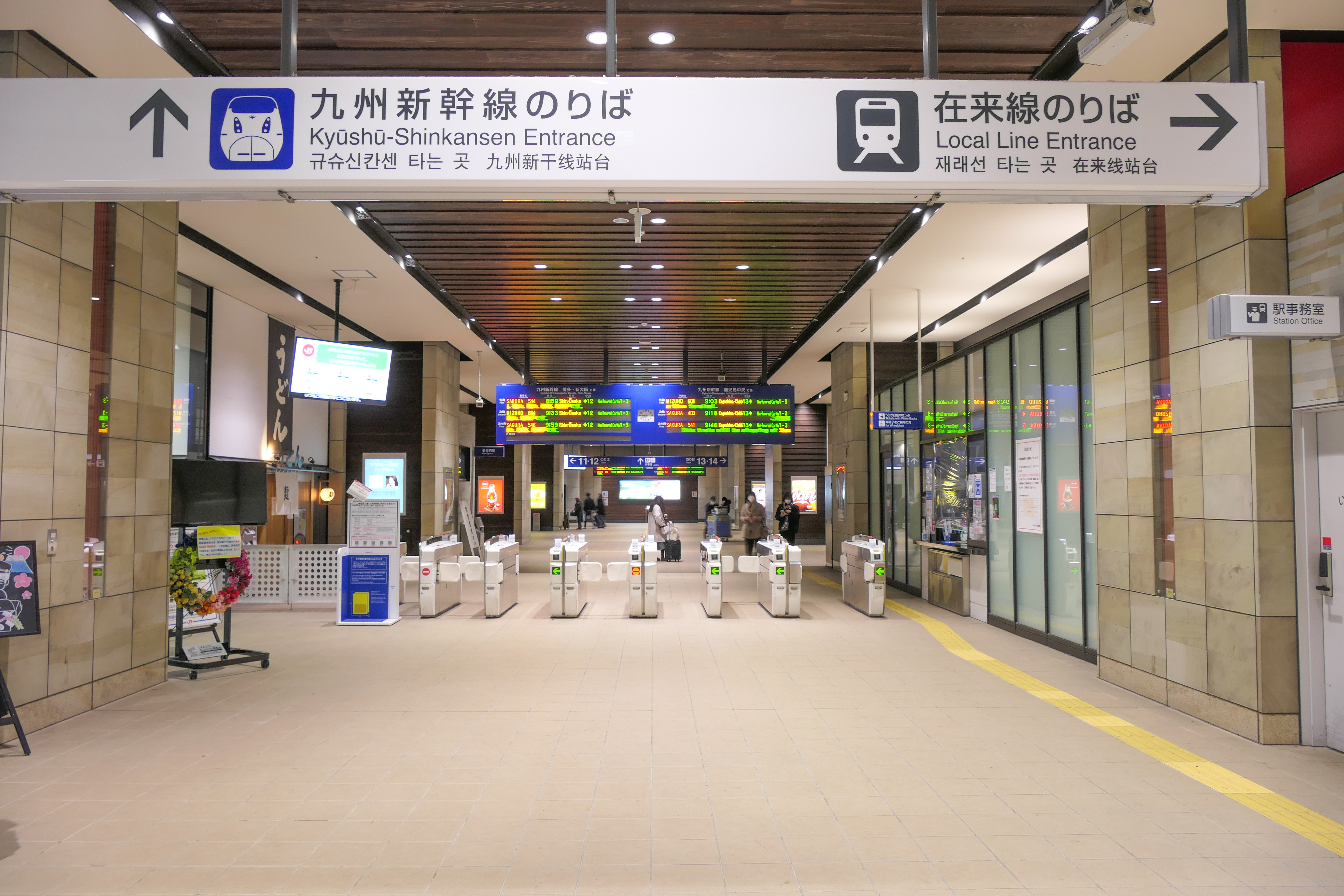
九州新幹線改札口（2022年1月）
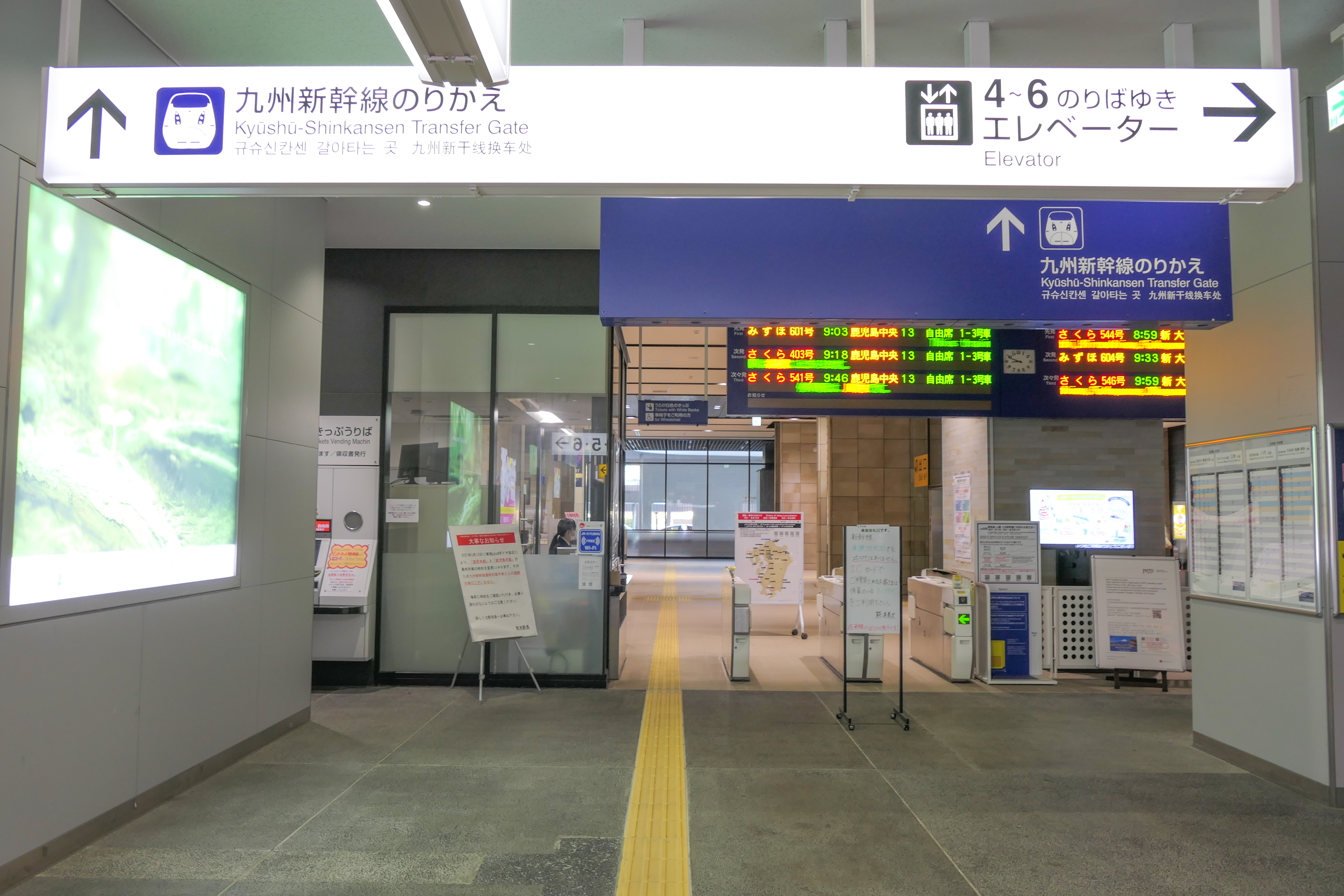
九州新幹線のりかえ改札口（2022年1月）

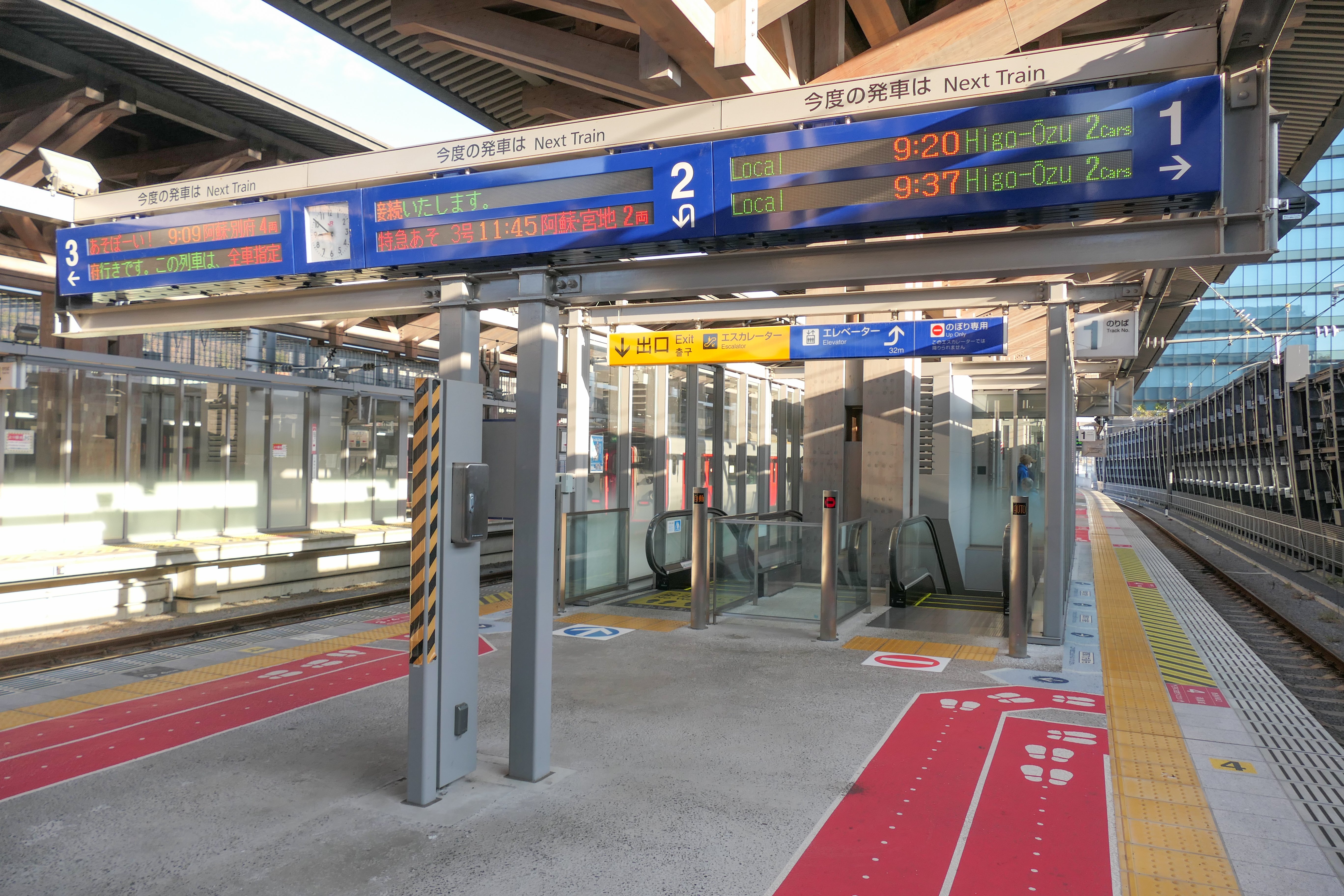
在来線1・3番のりば（2022年1月）
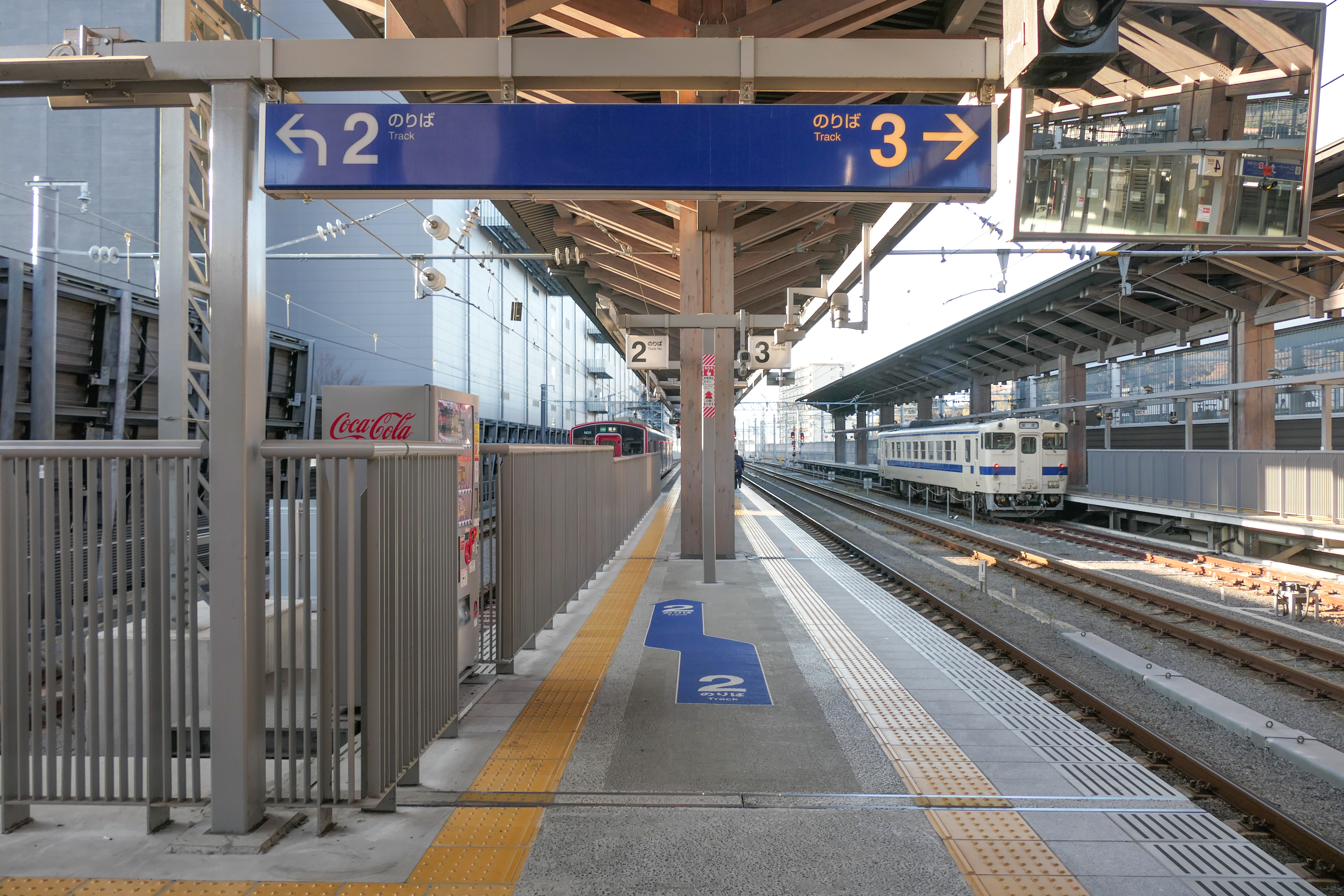
在来線2・3番のりば（2022年1月）
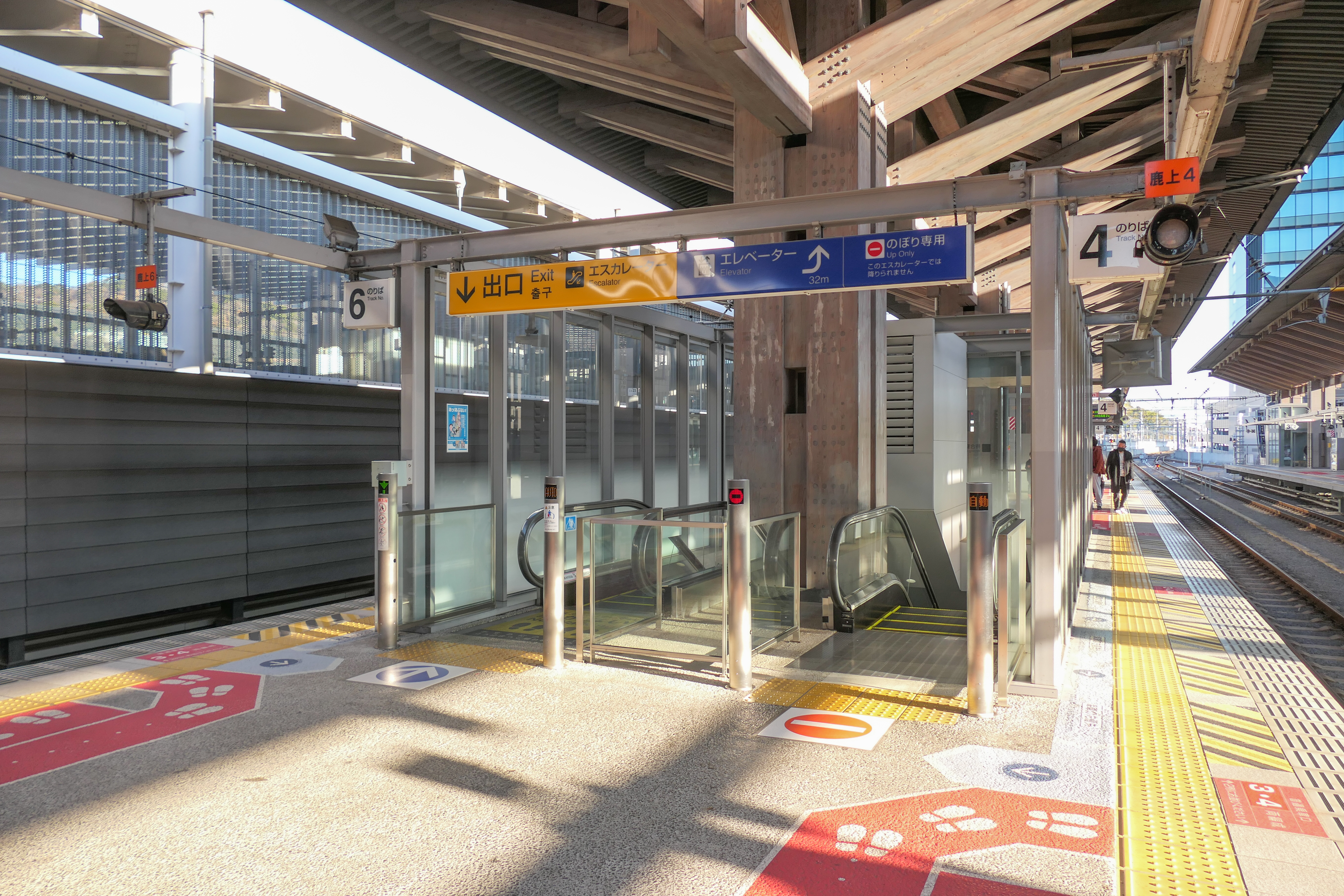
在来線4・6番のりば（2022年1月）
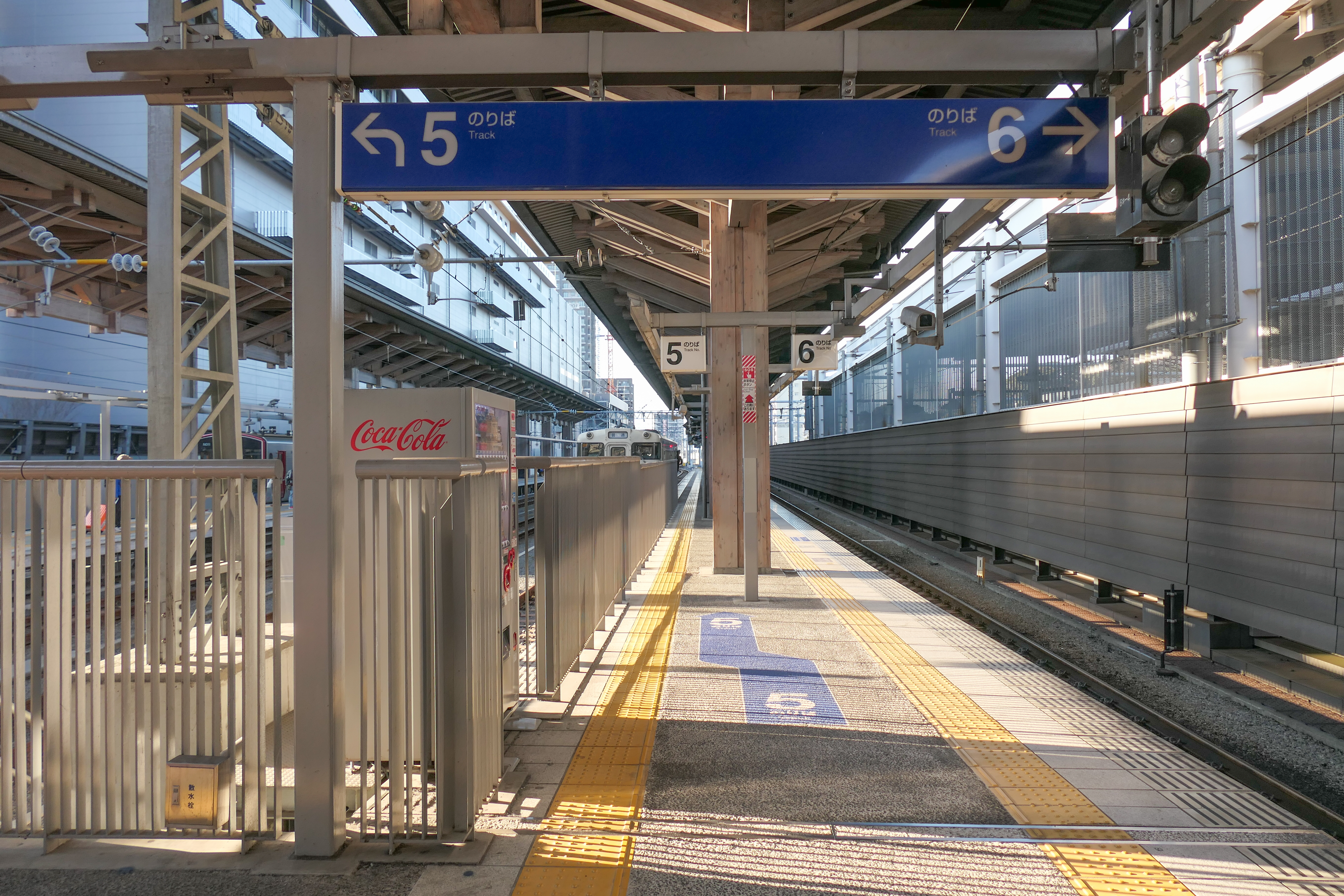
在来線5・6番のりば（2022年1月）
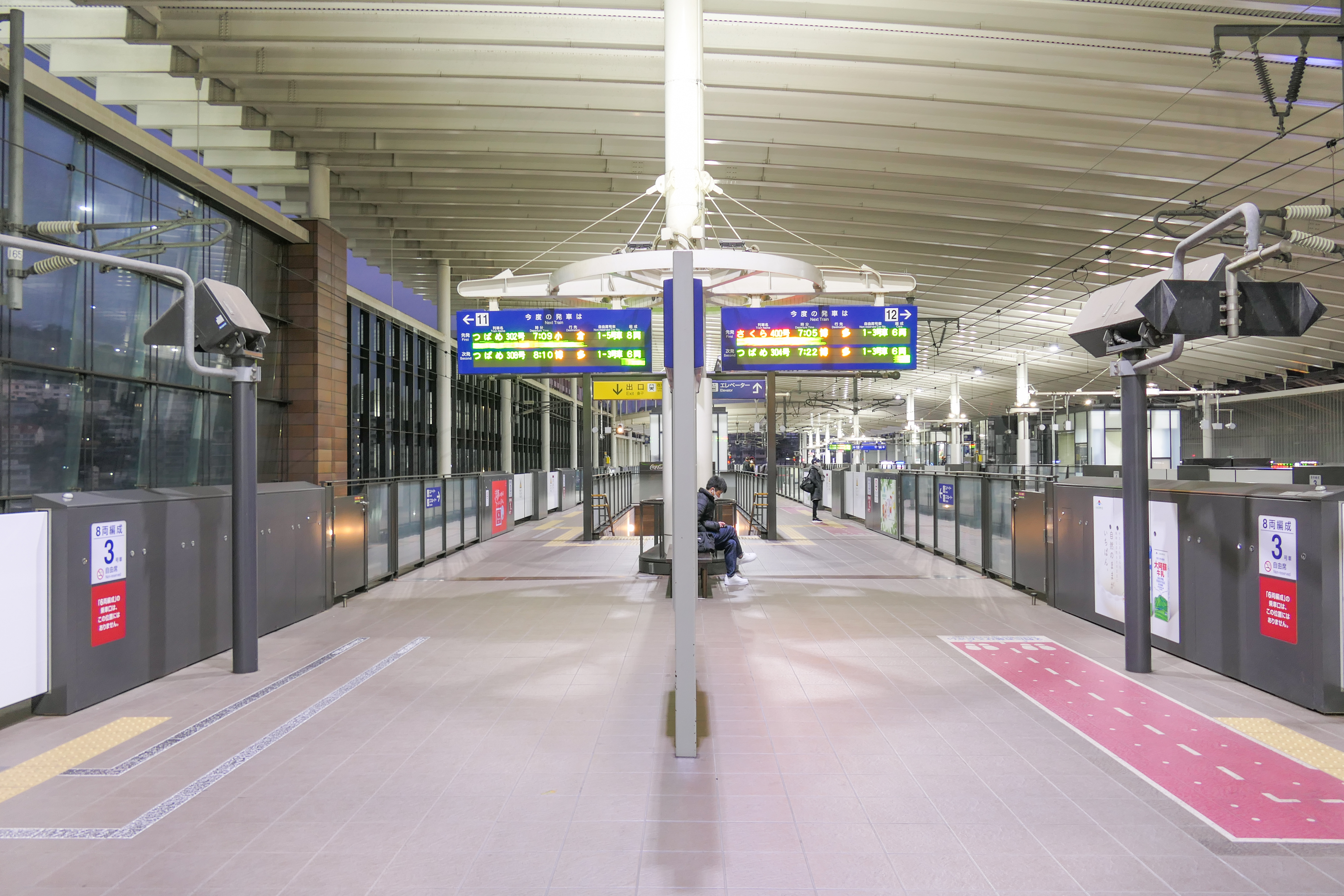
新幹線11・12番のりば（2022年1月）
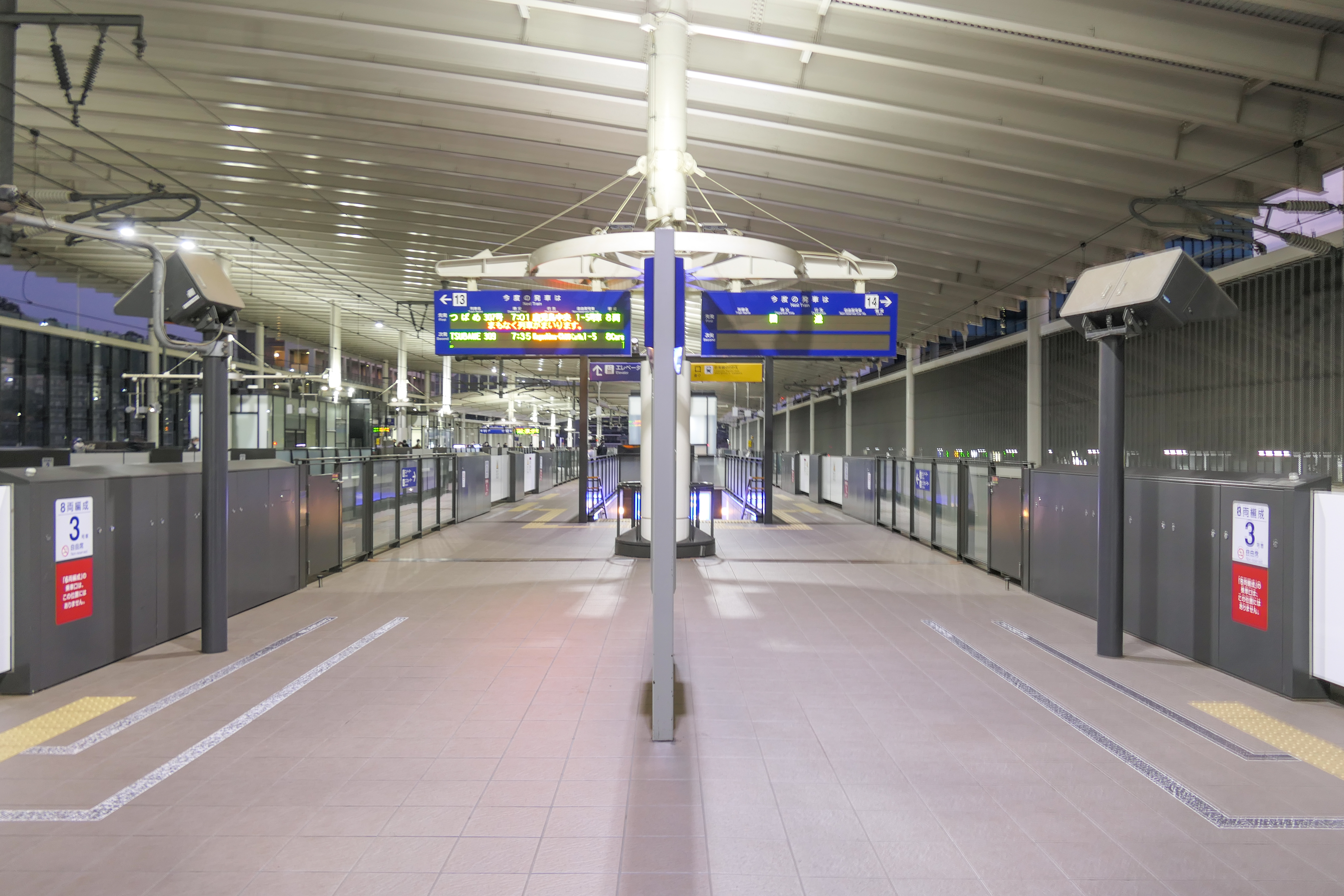
新幹線13・14番のりば（2022年1月）

### 高架化事業に伴うのりばの変更

在来線ホーム概略図(2006年9月24日以前)。

2006年以前の熊本駅は、単式ホーム1面と島式ホーム2面であった。単式ホーム（1番のりば）は改札と繋がっており、さらに八代方に切り込み式ホームを2線設け、それぞれ0番A・Bのりばとしていた。2面の島式ホームは改札手前から順に2・3番のりば、4・5番のりばとしていた。
2006年（平成18年）9月24日より新幹線高架工事と在来線高架工事が開始されたため、のりばの変更が実施された。主な変更点は以下の通り。
- 旧4・5番のりば→廃止の上撤去した。
- 旧2・3番のりば→旧2番のりばを3番のりばに、旧3番のりばを5番のりばに変更の上、新3番のりばの八代方に切り込み線を設け、これを新4番のりばとした。
- 1番のりばの南側を一部削り、新3番のりばとの間に簡易ホームを設置し、これを新2番のりばとした。合わせて0・1番のりば、3 - 5番のりばと2番のりばを連絡する跨線橋を設置した。
- 0番A・Bのりばに関しては特に変更なし。

在来線ホーム概略図(2009年1月17日〜2015年3月13日)

2009年（平成21年）1月17日の駅改装により、0番A・Bのりばの奥に0番Cのりばが設置された。

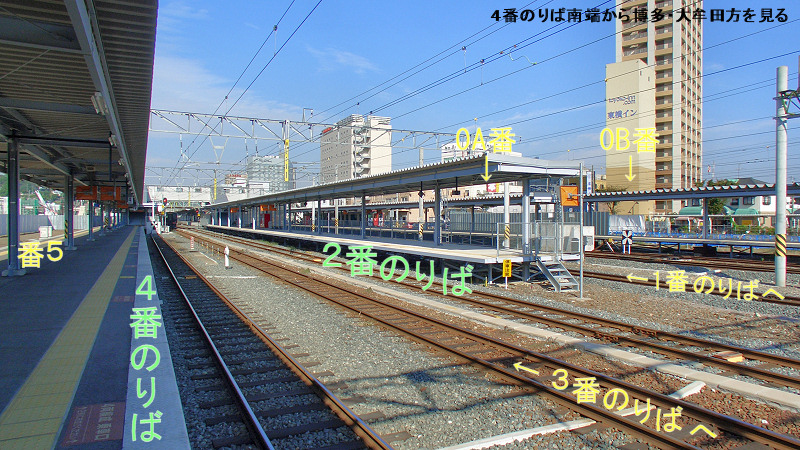
旧4番のりば南端から北方向を見る（2007年10月）
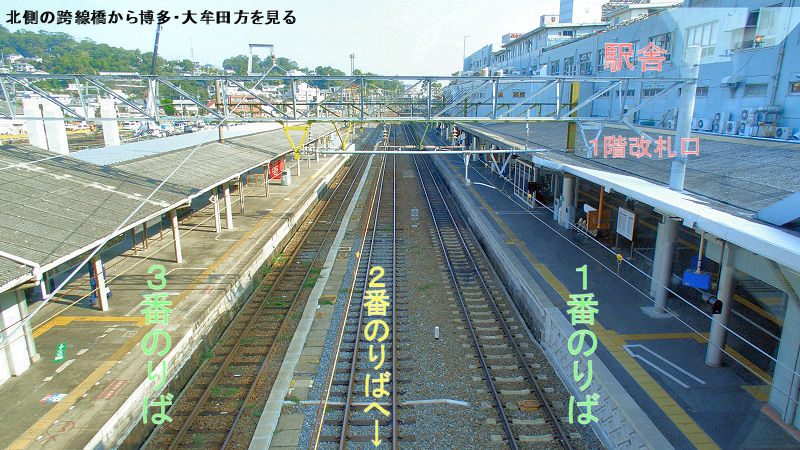
北側の跨線橋から北方向を見る（2007年10月）
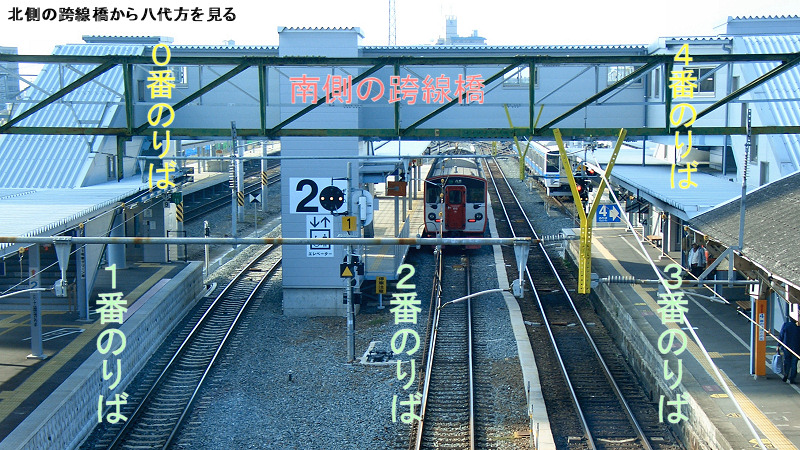
旧2番のりばの配置（2007年11月）

2015年（平成27年）3月14日より、在来線の一部高架化により新4 - 6番のりばの供用が開始されたため、のりばの変更と、二階改札の閉鎖が実施されている。主な変更点は以下の通り。
- 旧3・5番のりば→高架化し、4・6番のりばとした。
- 旧4番のりば→高架化し、新4番のりばの八代方に切り込み線を設け、そこを5番のりばとした。主に三角線が発着する。
- 0番A・B・Cのりば、1番のりば、2番のりばに関しては変更なし。

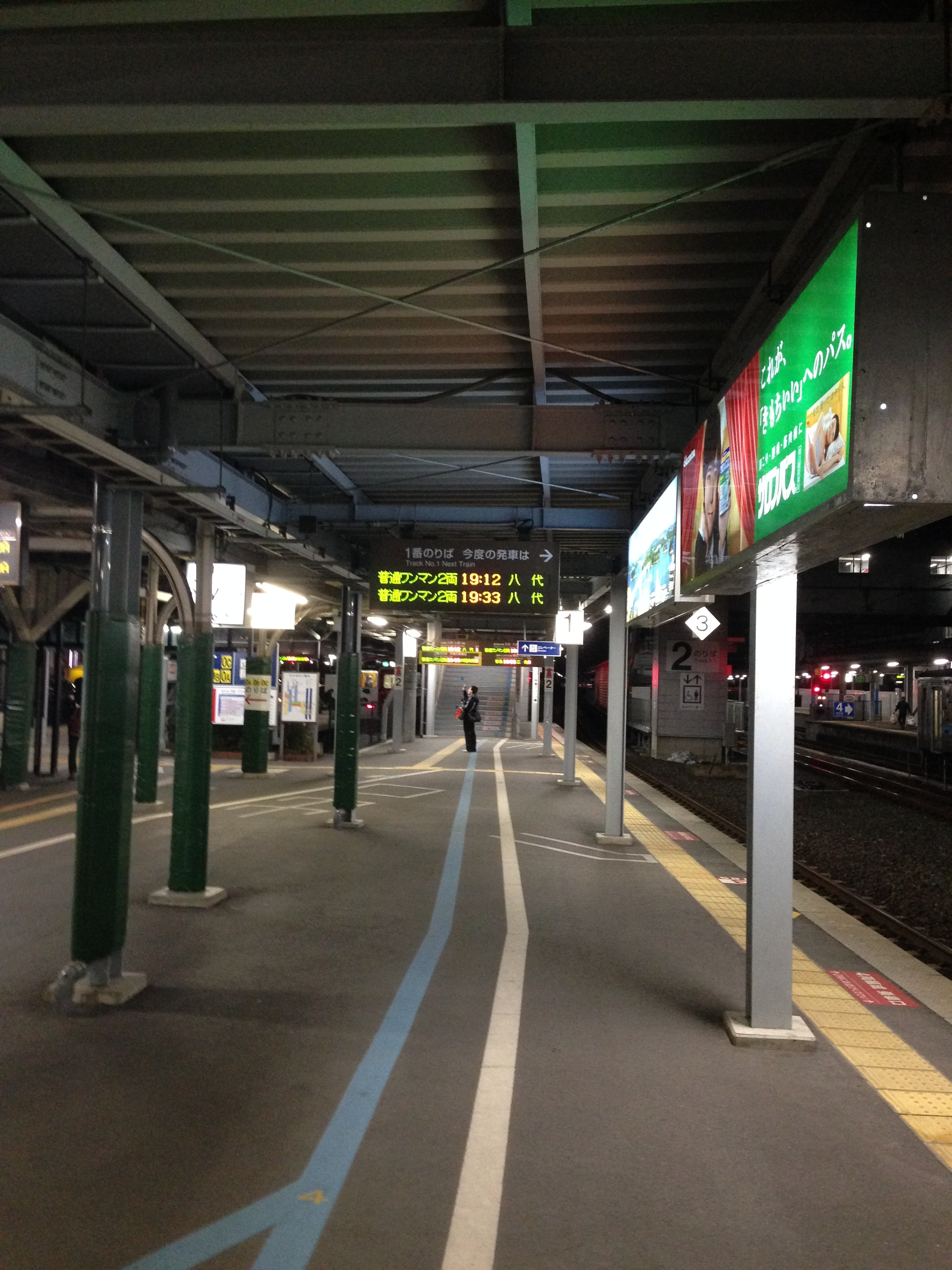
旧1番のりば（2014年2月）
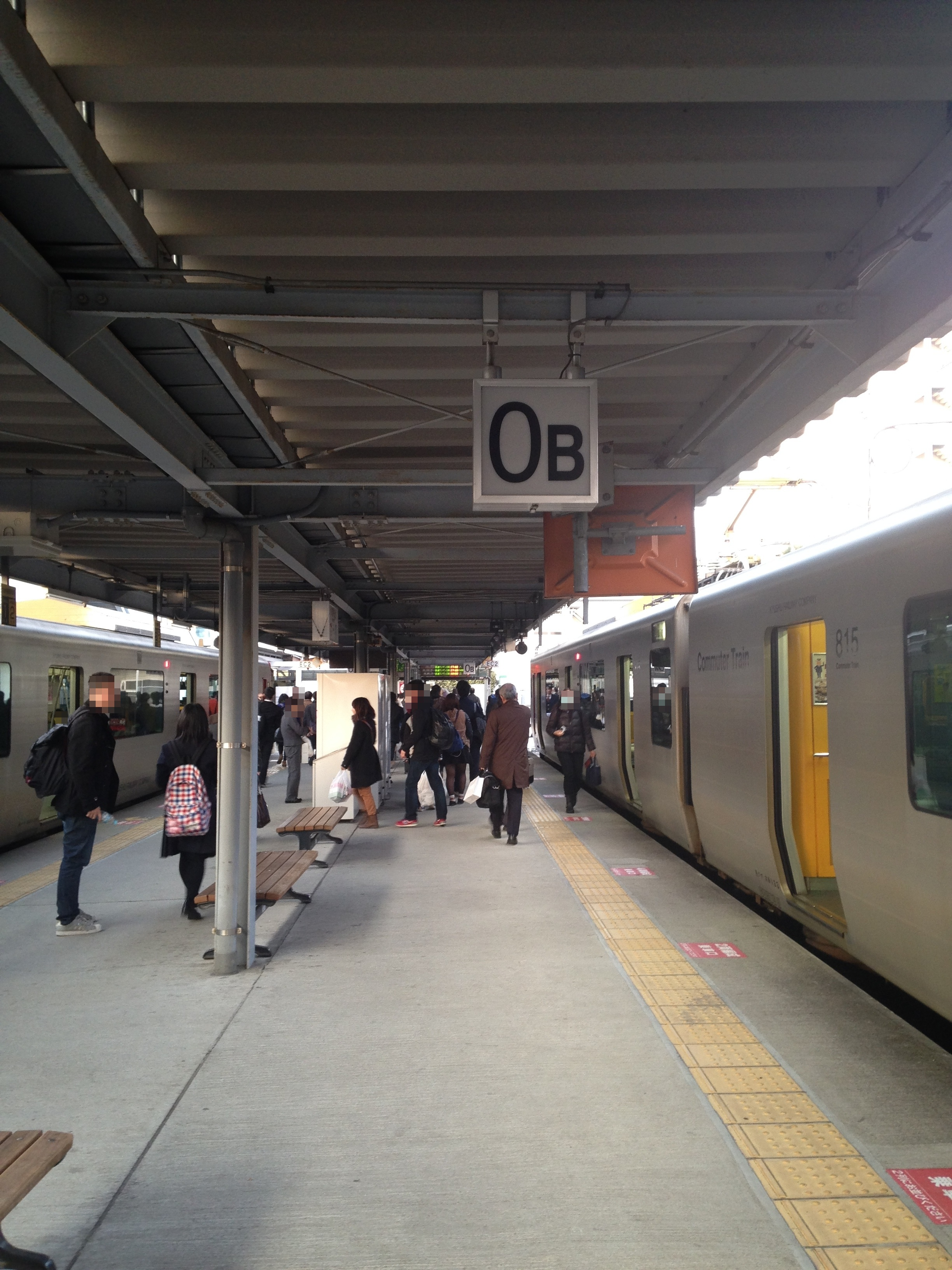
旧0B番のりば（2014年2月）

### 肥後よかモン市場
駅高架下の商業施設の名称であり、延床面積：7,500 m2. 店舗面積：3,900 m2. 60店舗が営業をしている。全ての店舗でSUGOCAなど交通系ICカードが使用可能である。全面高架化により増床・リニューアル工事が行われ、名称も「えきマチ1丁目 熊本」から「肥後よかモン市場」へ変更された。
物販・サービス
- ファミリーマート
  - ファミリーマート
  - 銘品蔵（肥後よかモン市場内、新幹線改札内）
- ドラッグイレブン
- キャンドゥ
- ヤマト運輸センター
- ジュエルカフェ
- スマホ修理工房
- ホワイト急便
- ママのリフォーム
- 宝くじチャンスセンター

飲食店
- ミスタードーナツ
- 吉野家
- モスバーガー
- シアトルズベストコーヒー
- トランドール
- センターリバーjr
- 炉端焼き酒湊
- スパゲッティーのパンチョ
- 竹乃屋
- 天草HERO鮨 牛深丸
- 馬肉料理 菅乃屋
- 韓国酒場コッキオ
- 串カツ田中
- 麺場田所商店
- 富喜製麺研究所
- 熊本ラーメン
  - 桂花拉麺
  - 天外天ラーメン
- 大漁食堂 HERO海
- 天ぷら海鮮串焼き米福

お土産・食品
- iL FORNO del MIGNON ミニヨン
- おべんとうのヒライ
- お菓子の香梅
- フジバンビ（黒糖ドーナツ棒）
- 杉養蜂園
- 旬彩館など

新幹線改札内にもファミリーマートがあり、お土産や駅弁も扱う。在来線改札口側にはスターバックスコーヒーがある。

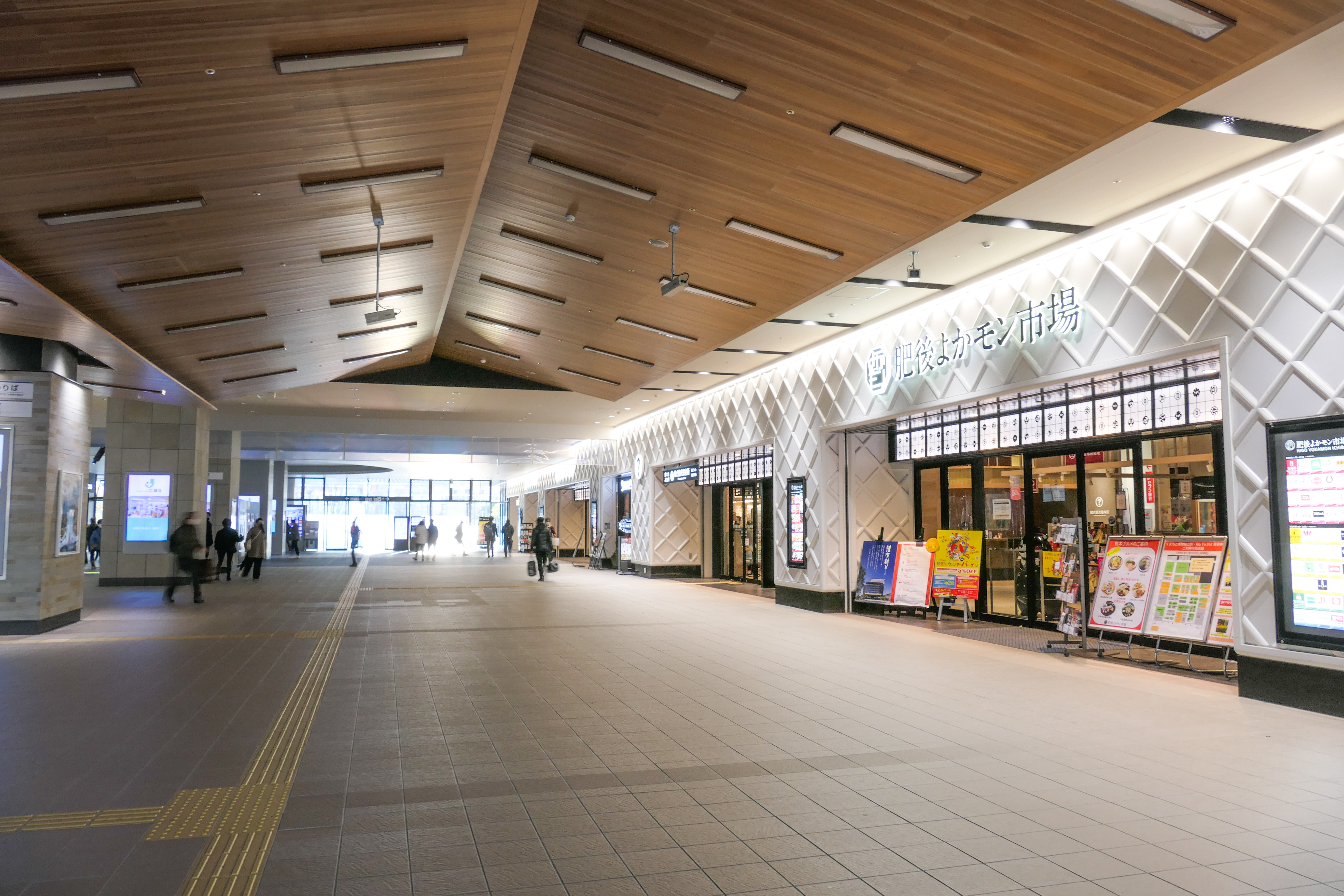
駅構内コンコースと「肥後よかモン市場」（2022年1月）

## 熊本市交通局
停留場番号は3。白川口の駅前広場にあり、2面2線の構造である。駅前の交通量が多いことから、以前から一旦道路から外れ車道と隣りあわせとなった構造であったが、2010年（平成22年）4月26日より当駅から田崎橋への路線がサイドリザベーションとなり、ホームは車道とは全く別になっている。
中心市街地方面へのホームは、広場と一体化している。また、JR駅舎から市電上下線の両ホームまでが雲をイメージした1つの白い大屋根で覆われており、その形状から市民により「ビッグしゃもじ」と呼ばれ親しまれていたが、熊本地震を受けて耐久性が問題視され、2019年から2021年にかけて建て替えられた。
熊本市は2006年、鹿児島本線・豊肥本線連続立体交差化事業及び東口駅前広場整備に合わせ、JRとの乗り換えの利便性を向上させる目的からJR熊本駅新駅舎に市電を引き込む計画を提起し、同年、熊本県など関係機関と合意。2013年9月に東口駅前広場機能配置案を公表した。同案によると熊本市電田崎線の熊本駅前停留場から直接二本木口停留場方面に向かっている現在のルートから、双方に分岐点を設けて市電が東口駅前広場内を横切り、JR熊本駅新駅舎1階部分に進入、スイッチバック方式で再び東口駅前広場内を横切り本線上に戻るという計画であった。市電の軌道敷は歩行者が自由に往来できるトランジットモール形式を想定していた。ただ歩行者や自転車の往来について安全面の課題があるため、その可否に向けて検討を行い、2014年度中に結論を出すことになった。2015年2月、大西一史熊本市長は熊本市議会本会議において「歩行者・自転車の安全確保や駅前広場の自由な往来が制限されるという課題に解決策が見い出せていない」「（事業計画・日程や今後検討を進める市電そのものの延伸への影響も踏まえ）駅舎乗り入れを諦め、駅前広場計画を見直す」と述べ、計画断念を表明した。今後は市電とバス・タクシーとの乗り換え利便性の向上について検討するという。

### のりば
| のりば | 路線   | 方向 | 行先                                   | 備考 |
| ------ | ------ | ---- | -------------------------------------- | ---- |
| 東側   | ■A系統 | 上り | 田崎橋方面                             |      |
| 西側   | ■A系統 | 下り | 辛島町・通町筋・水前寺公園・健軍町方面 |      |

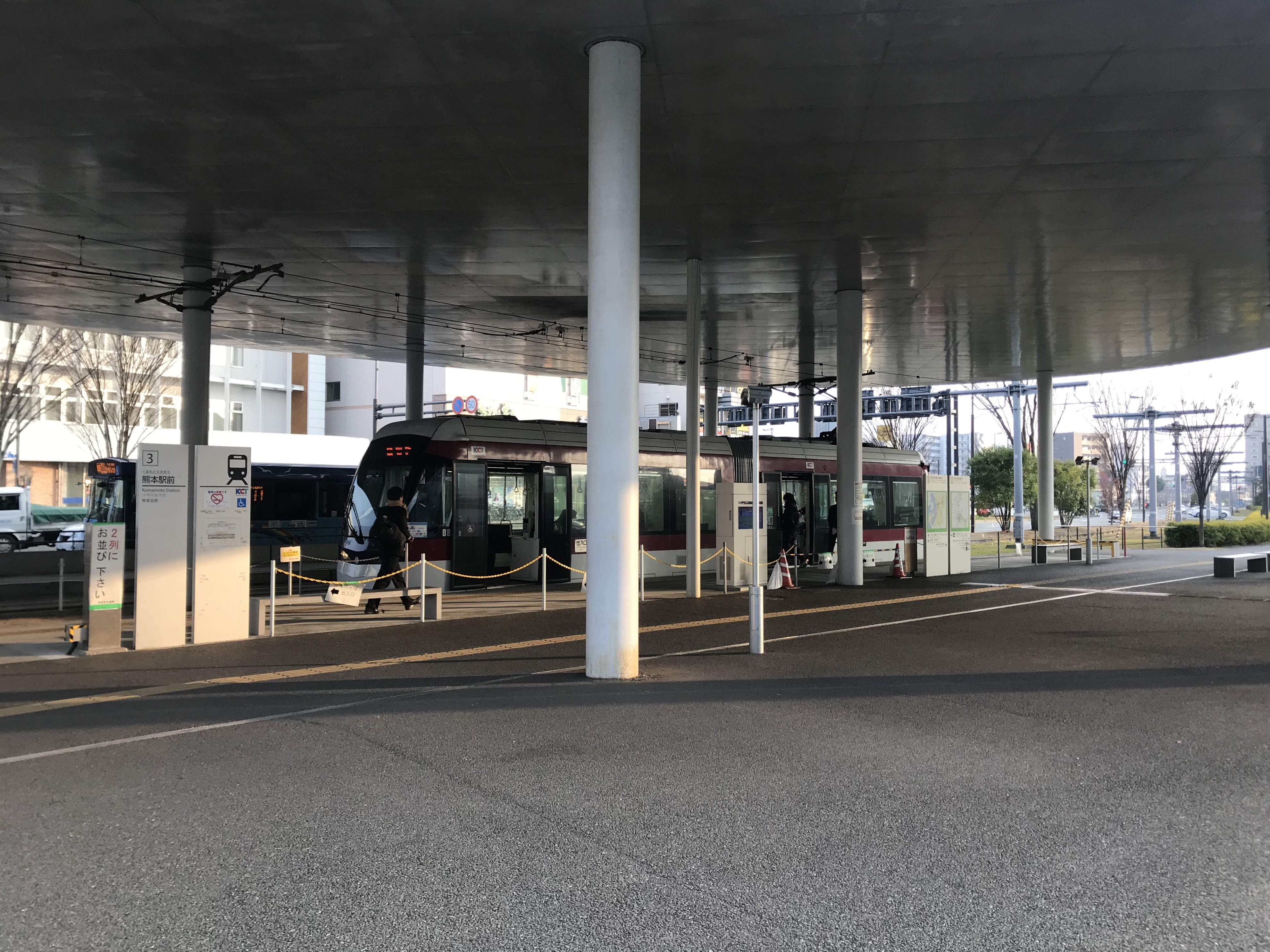
現停留場（2019年1月）
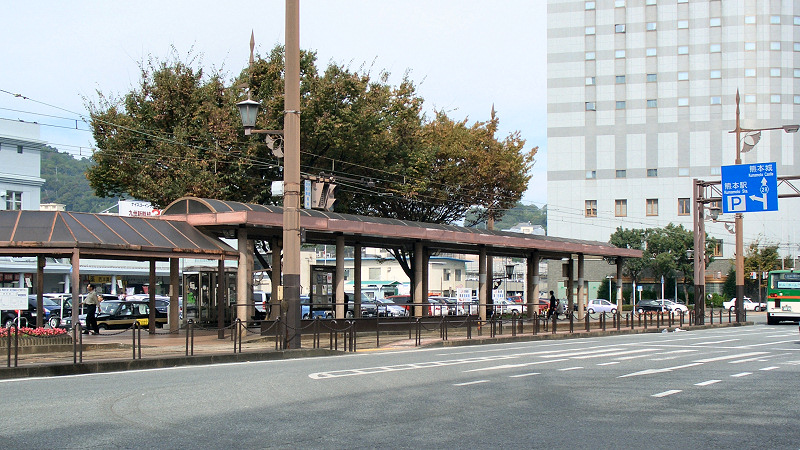
旧停留場（2008年11月）
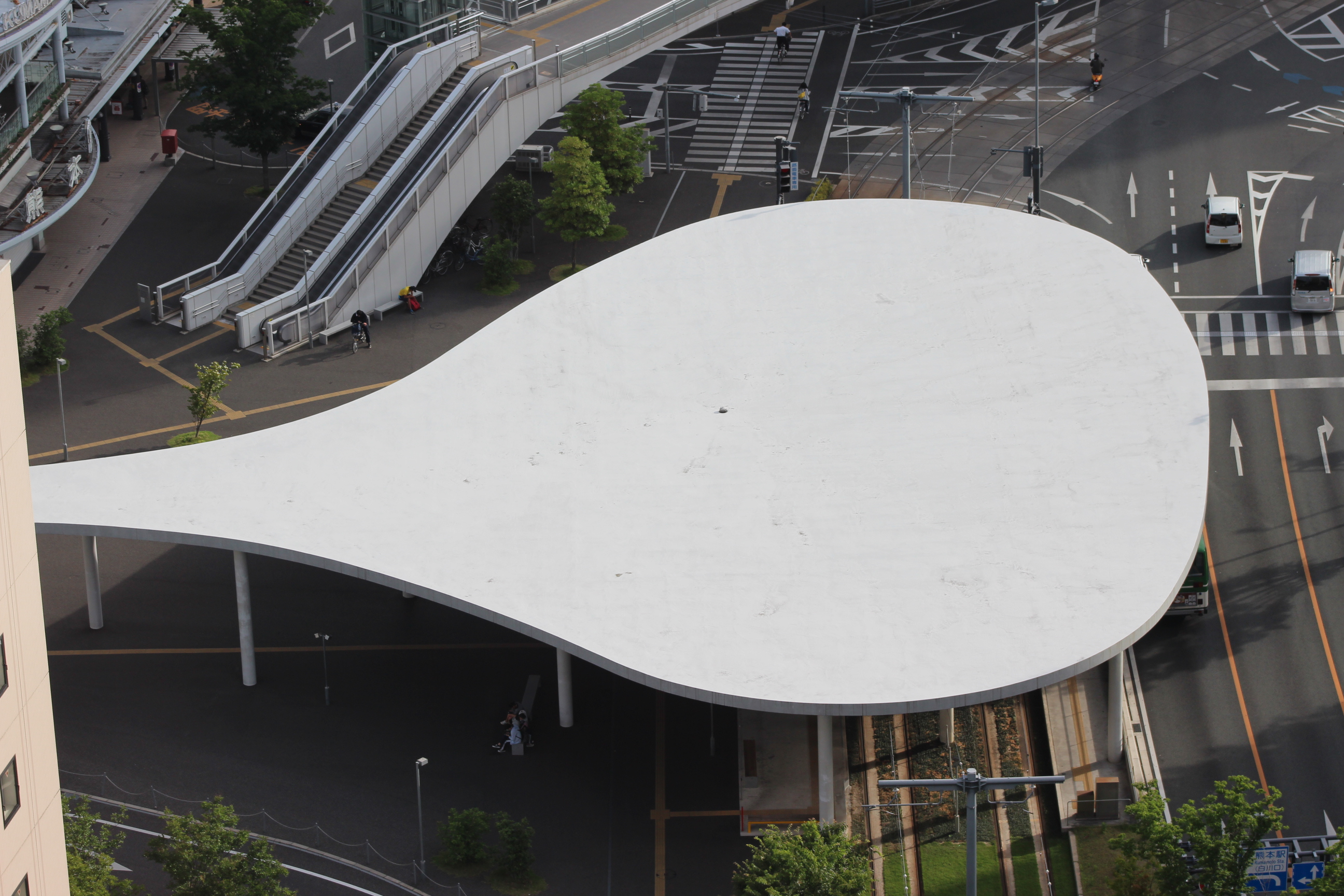
雲をイメージした大屋根（2015年5月）

## 貨物駅
JR貨物の駅は、旅客駅の南方約1.3 kmの熊本市西区蓮台寺四丁目1番13号に位置する。電報略号はマソである。旧・熊本操車場にあり、現在もJR貨物時刻表には熊本（操）と記述される。旅客駅とは別に着発線を備えており、豊肥本線から進入することはできない。
コンテナホーム付近は西側から、上り本線、熊本車両センター用地、下り本線、着発線4本、コンテナホームの順に並んでいる。コンテナホームは3面（うち1面は上屋付きホーム）、荷役線は5本あり、最も東側の着発線1本のみ着発線荷役方式（E&S方式）を採用する着発荷役線となっている。
貨物駅構内の入換作業は、構内改良前はディーゼル機関車によって行われており、熊本運転所のDE10に熊本操車場入換仕業が設定されていたが、構内の電化完了以降は電気機関車による作業に移行しており、門司機関区の電気機関車に熊本操車場入換仕業が設定されている。
駅構内には営業窓口のJR貨物九州南部支店も置かれている。

### 取り扱う貨物の種類
- コンテナ貨物
  - 12 ft、20 ft・30 ftの大型コンテナ、20 ftのISO規格海上コンテナを取り扱う。
- 産業廃棄物・特別産業廃棄物の取扱許可を得ている。

### 貨物列車
2014年3月改正時点では、高速貨物列車のみ1日6往復停車する。そのうち1往復が当駅終着、1往復が当駅始発となっている。上り列車の行き先は東京貨物ターミナル駅や名古屋貨物ターミナル駅、大阪貨物ターミナル駅など。

## 駅弁
主な駅弁は下記の通り。ただし、熊本駅の「栗めし」はJTB時刻表に掲載が無い。
- くまもとあか牛ランチBOX
- 阿蘇赤うし
- 鮎屋三代
- 肥後牛とろ玉しぐれ
- 栗めし - 人吉駅弁やまぐち製造[43]。1965年誕生した駅弁で本来は人吉駅で販売されている[43]。2020年7月からの肥薩線の長期運休に伴い、2022年6月28日から熊本駅での販売を開始した[43]。

## 利用状況
- JR九州 - 2023年度の1日平均乗車人員は16,292人。これは、熊本県内の駅としては最多、JR九州の駅としては博多駅、小倉駅、鹿児島中央駅、大分駅に次いで第5位である。

JR九州は熊本県内で、熊本市交通局では管内で一番利用者が多い。近年、熊本駅の乗車人員数は減少傾向にあり、一時は10,000人を割ることもあったが、2011年に九州新幹線に全線開通してからは増加に転じている。
また、政令指定都市の中心駅としては利用者数が最も低い。
駅取扱収入は56億7100万円（2020年度）で、JR九州の駅としては博多駅、鹿児島中央駅に次ぐ第3位（山陽新幹線の博多駅、小倉駅はJR西日本の駅）である。
各年度の乗車人員は下表の通り（JR九州駅のみ）。最新年度のみJR九州公式サイト掲載のデータ、それ以外は「熊本市統計書」に基く。乗降人員については、熊本市のホームページに基づく。

なお、小数点以下は四捨五入処理を行っている。
| 年度               | 1日平均 乗車人員 | 増減率  |
| ------------------ | ---------------- | ------- |
| 1971年（昭和46年） |                  |         |
| 1972年（昭和47年） |                  |         |
| 1973年（昭和48年） |                  |         |
| 1974年（昭和49年） |                  |         |
| 1975年（昭和50年） |                  |         |
| 1976年（昭和51年） | 13,529           |         |
| 1977年（昭和52年） | 13,496           | -0.2 %  |
| 1978年（昭和53年） | 12,759           | -5.5 %  |
| 1979年（昭和54年） | 11,358           | -11.0 % |
| 1980年（昭和55年） | 10,750           | -5.3 %  |

| 年度               | 1日平均 乗車人員 | 増減率  |
| ------------------ | ---------------- | ------- |
| 1981年（昭和56年） | 10,138           | -5.7 %  |
| 1982年（昭和57年） | 10,114           | -0.2 %  |
| 1983年（昭和58年） | 10,872           | +7.5 %  |
| 1984年（昭和59年） | 10,456           | -3.8 %  |
| 1985年（昭和60年） | 10,671           | +2.1 %  |
| 1986年（昭和61年） | 10,870           | +1.9 %  |
| 1987年（昭和62年） | 9,862            | -9.3 %  |
| 1988年（昭和63年） | 9,436            | -4.3 %  |
| 1989年（平成元年） | 10,362           | +9.8 %  |
| 1990年（平成2年）  | 12,172           | +17.5 % |

| 年度               | 1日平均 乗車人員 | 増減率 |
| ------------------ | ---------------- | ------ |
| 1991年（平成3年）  | 12,597           | +3.5 % |
| 1992年（平成4年）  | 13,228           | +5.0 % |
| 1993年（平成5年）  | 13,276           | +0.4 % |
| 1994年（平成6年）  | 13,324           | +0.4 % |
| 1995年（平成7年）  | 13,113           | -1.6 % |
| 1996年（平成8年）  | 13,023           | -0.7 % |
| 1997年（平成9年）  | 12,710           | -2.4 % |
| 1998年（平成10年） | 12,307           | -3.2 % |
| 1999年（平成11年） | 11,870           | -3.5 % |
| 2000年（平成12年） | 11,502           | -3.1 % |

| 年度               | 1日平均 乗車人員 | 増減率 | 1日平均 乗降人員 | 増減率 |
| ------------------ | ---------------- | ------ | ---------------- | ------ |
| 2001年（平成13年） | 11,266           | -2.0 % |                  |        |
| 2002年（平成14年） | 11,132           | -1.2 % |                  |        |
| 2003年（平成15年） | 10,868           | -2.4 % |                  |        |
| 2004年（平成16年） | 10,660           | -1.9 % | 21,336           |        |
| 2005年（平成17年） | 10,550           | -1.0 % | 21,009           | -0.2 % |
| 2006年（平成18年） | 10,447           | -1.0 % | 20,948           | -0.3 % |
| 2007年（平成19年） | 10,364           | -0.8 % | 20,829           | -0.6 % |
| 2008年（平成20年） | 10,547           | +1.8 % | 21,082           | +1.2 % |
| 2009年（平成21年） | 9,960            | -5.6 % | 20,006           | -5.2 % |
| 2010年（平成22年） | 10,307           | +3.5 % | 20,666           | +3.2 % |

| 年度               | 1日平均 乗車人員 | 増減率  | 1日平均 乗降人員 | 増減率  |
| ------------------ | ---------------- | ------- | ---------------- | ------- |
| 2011年（平成23年） | 12,434           | +20.6 % | 24,831           | +20.1 % |
| 2012年（平成24年） | 12,774           | +2.7 %  | 25,532           | +2.8 %  |
| 2013年（平成25年） | 13,516           | +5.8 %  | 26,995           | +5.7 %  |
| 2014年（平成26年） | 13,774           | +1.9 %  | 27,532           | +1.9 %  |
| 2015年（平成27年） | 14,513           | +5.8 %  |                  |         |
| 2016年（平成28年） | 14,576           | +0.4 %  |                  |         |
| 2017年（平成29年） | 15,098           | +3.6 %  |                  |         |
| 2018年（平成30年） | 15,375           | +1.8 %  |                  |         |
| 2019年（令和元年） | 15,441           | +0.4 %  |                  |         |
| 2020年（令和02年） | 9,465            | -38.7 % |                  |         |

| 年度              | 1日平均 乗車人員 | 増減率  |
| ----------------- | ---------------- | ------- |
| 2021年（令和3年） | 11,469           | +17.5 % |
| 2022年（令和4年） | 14,046           | +22.5 % |
| 2023年（令和5年） | 16,292           | +16.0 % |

- 熊本市交通局 - 2019年度の1日平均乗車人員は3,896人[46]、1日平均乗降人員は7,526人である。

1日平均の乗降人員は以下の通り。
| 年度   | 1日平均 乗車人員 | 1日平均 乗降人員 |
| ------ | ---------------- | ---------------- |
| 2011年 | 3,326            | 6,226            |
| 2012年 | 3,774            | 6,795            |
| 2013年 | 3,326            | 6,811            |
| 2014年 | 3,865            | 7,346            |
| 2015年 | 4,073            | 7,628            |
| 2016年 | 3,753            | 7,146            |
| 2017年 | 3,758            | 7,203            |
| 2018年 | 3,799            | 7,448            |
| 2019年 | 3,896            | 7,526            |

## 駅周辺
周辺は熊本駅周辺整備事業が進行中である。
政令指定都市である熊本市の代表駅となるターミナル駅であるが、中心市街地の下通・上通などの繁華街とは直線距離にて2 kmほど離れており、熊本市電やバスでの移動となる。そのことや、花岡山と坪井川に挟まれた土地という地理的制約もあり、元来、駅周辺は東側に小さな土産物屋等が僅かにあるのみで、都市規模に対して発展しているとは言えなかった。また、新幹線口（西口）はかつて車両基地のあった場所で開発は全くされず、無秩序に家が立ち並ぶ状況であった。
2011年に九州新幹線が開業することになり、それにあわせて新幹線の駅舎、ホームが建設、また西口が新設されることになると、駅周辺では開発が一気に進んだ。白川口側では、高層ビル・高層マンション（例として、2007年開業の東横イン熊本駅前、2012年竣工のくまもと森都心におけるザ・熊本タワー）の建設が進み、集積が進んでいる。また、月星化成（ムーンスター）工場の跡地には、九州最大級となる合同庁舎が建設された。2021年には駅ビル型商業施設の「アミュプラザくまもと」が開業した。JR九州が九州各都市の主要駅で展開するアミュプラザシリーズにおいて、当駅ビルは博多駅のアミュプラザ博多（JR博多シティ）に次ぐ規模を誇る。九州新幹線開業を契機に、2010年代より再開発が積極的に行なわれ、熊本駅は熊本市の新都心として都市機能が拡大している。
一方、新幹線口側は戸建ての住宅地として開発された。すぐに山があるため、駅裏という印象が強い。こちらもマンション建設などが進み、集積が進みつつあるが、商業施設などはほとんどない。
また、在来線高架化とともに都市計画道路が新設されている（詳しくは後述）。

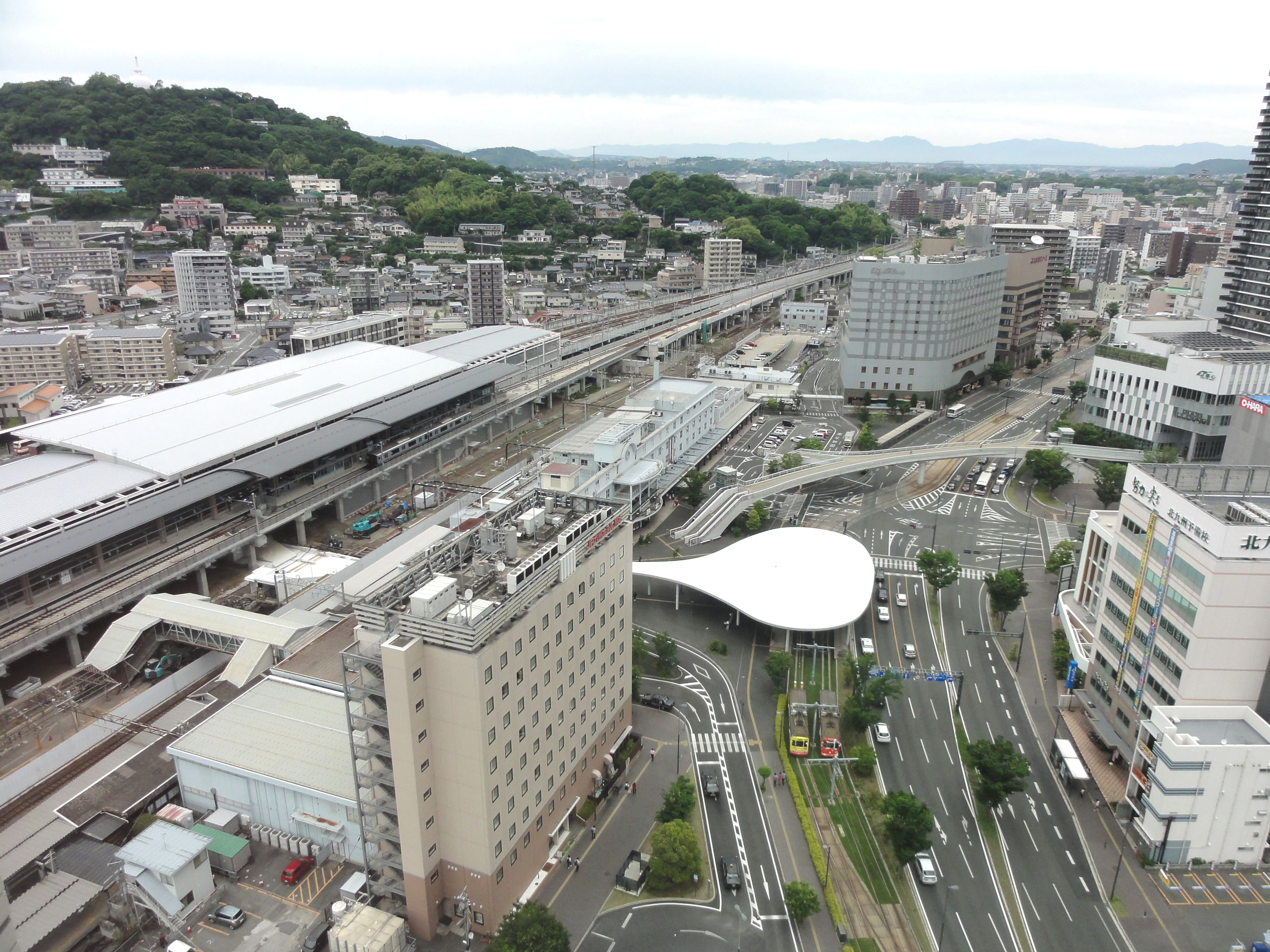
再開発中の白川口周辺（2015年）
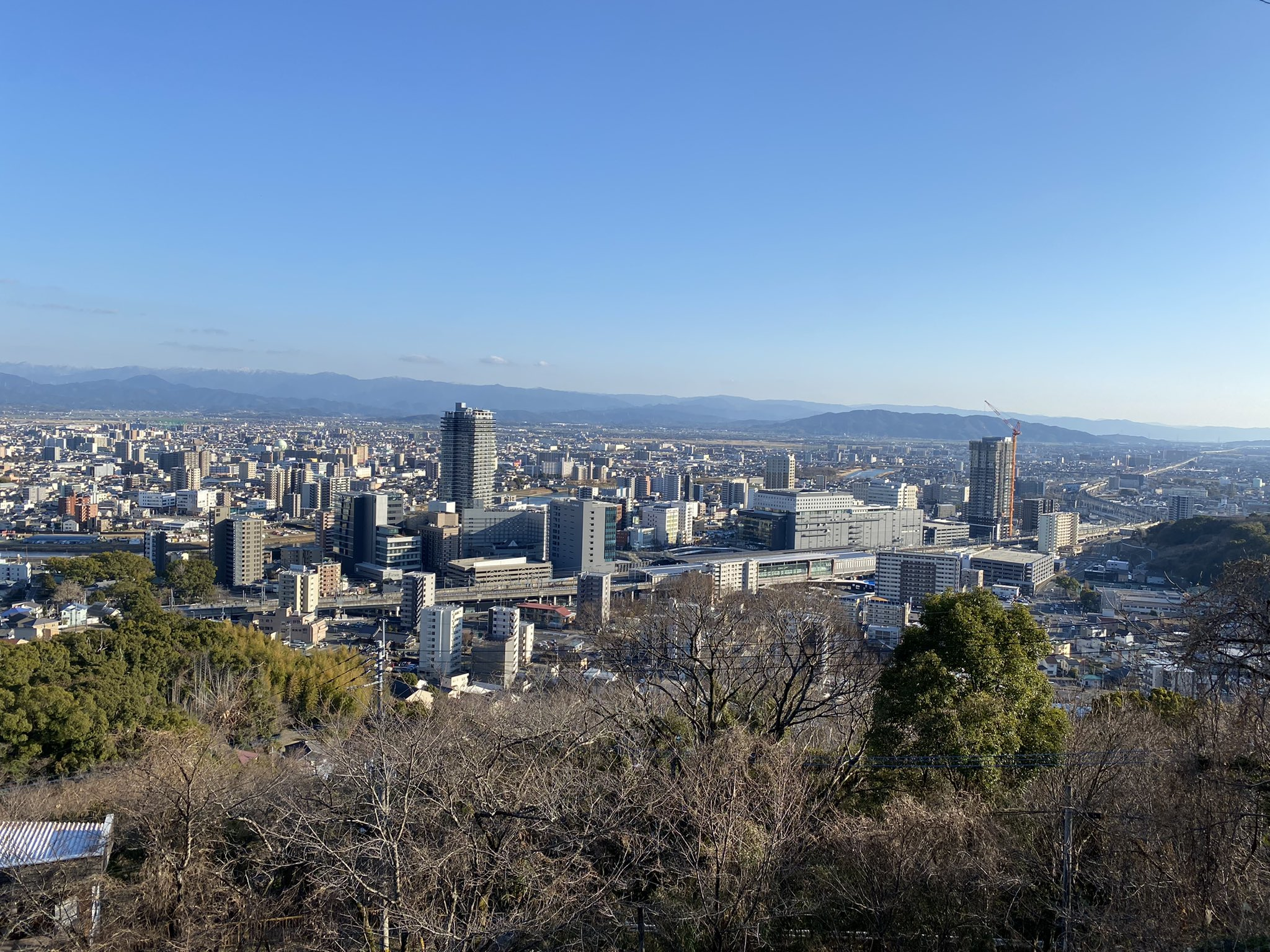
花岡山から見た新幹線口周辺（2021年）
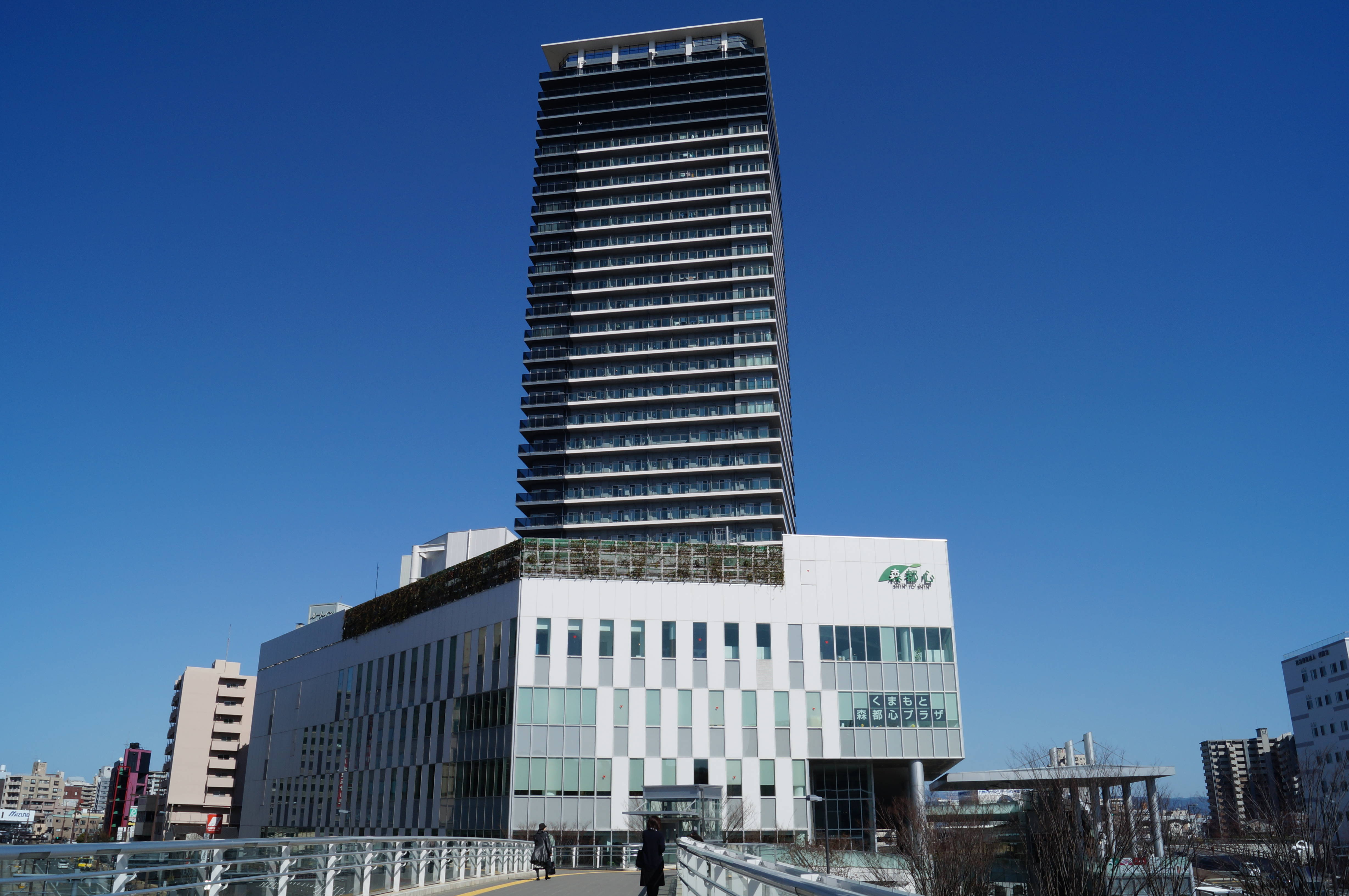
くまもと森都心プラザ

### 白川口
- JRくまもとシティ
- アミュプラザくまもと
- ビックカメラ（JR熊本白川ビル）
- 肥後よかモン市場
- THE BLOSSOM KUMAMOTO（JR九州ホテルズ）
- ONE STATION HOTEL KUMAMOTO（旧ホテル ニューオータニ熊本→ザ・ニューホテル熊本）
- 東横イン熊本駅前
- ホテルルートイン熊本駅前
- くまもと森都心
  - くまもと森都心プラザ
    - 肥後銀行熊本駅前支店
    - 熊本第一信用金庫熊本駅前支店

  - ザ・熊本タワー
    - くまもと森都心郵便局
- 学校法人大原学園
- 北九州予備校熊本校
- 熊本駅前看護リハビリテーション学院（旧 熊本駅前リハビリテーション専門学校）
- 九州中央リハビリテーション学院
- 坪井川
- 白川
- 熊本朝日放送
- 北岡神社
- ANAクラウンプラザホテル熊本ニュースカイ（旧 ニュースカイホテル→熊本全日空ホテルニュースカイ）
- 九州労働金庫熊本駅前支店
- KFGビル
  - 九州フィナンシャルグループ本社
  - 鹿児島銀行熊本支店
  - 九州FG証券本社・熊本支店
- 熊本南警察署熊本駅交番
- 熊本県道28号熊本高森線
- 熊本県道22号熊本停車場線

### 新幹線口
- 熊本市立春日小学校
- 花岡山
- 北岡自然公園
- 田崎三陽自動車学校
- 田崎本町郵便局
- 岫雲院 (春日寺)

## バス路線
白川口・新幹線口にそれぞれバス乗り場が設けられている。

### 白川口
熊本都市圏を運行する路線バスの多くが当駅前より発着しており、自動車ターミナル法上の一般乗合旅客自動車運送事業の用に供する自動車ターミナルには該当しないものの、実質的に熊本桜町バスターミナルに次ぐ熊本県内最大のバスターミナルとしての機能を有する。
かつては事業者別にそれぞれ乗り場が異なっていたが、2004年頃において上り・下り各1箇所に統合された。その後、2010年12月8日より熊本駅前周辺再開発事業に伴いバスのりばの移設が行われ、4箇所に分散。2021年4月1日より駅舎ならびに駅周辺再開発工事完了により駅構内白川口駅前広場が整備され、これに伴って広場内にバス乗り場が新設され、乗り場も行先別に細分化されたことにより、現在は下記8箇所（うち1箇所は降車専用）において乗降扱いをおこなっている。
- 以前は九州産交の駅前ターミナルビルも存在し、当ターミナルより発着する路線（快速バス・特急バス・空港リムジンなど）の改札業務等もおこなっていたが、建物老朽化ならびに諸事情等により2004年頃廃止・解体されたのち売却され、跡地には北九州予備校熊本校が所在している。
  - 旧九州産交駅前ターミナルは乗り場が3番まであった。熊本空港、大分、延岡、天草、定期観光バス等が乗り入れており、他のバスは発着所前にバス停があった。
- 旧九州産交ターミナルの廃止後、2011年3月12日からはのりば1（ホテルニューオータニ熊本南側）横に九州産交の駅前案内所が設置され、係員による発着時刻・のりば案内や乗車券販売などが実施され、以前に比べると建物は小規模かつ簡素的ながらも当駅前での窓口業務が復活したが、こちらも2017年6月30日をもって終了となった[48]。

- 2004年頃から2010年までにかけて使われていた熊本交通センター（現：熊本桜町バスターミナル）方面行きの熊本駅前バス乗り場（現在の駅前交番前付近）は、元々は熊本市営バス専用のバス停であり、以前は横断歩道の南側（現在の東横イン熊本駅前の位置）に産交バスと熊本電鉄バスのそれぞれ個別にバス停があった[注釈 1]。乗客の不便解消と交通渋滞緩和のため、市営バスのバス停1箇所に乗り場が統合された。
- 2010年12月8日より熊本駅前市街地再開発に伴い、バスのりばの大幅な変更・見直しが行われた。これまで使用されたバス停を廃止と同時に3箇所に分散、さらに2012年3月の駅前複合施設「くまもと森都心プラザ」オープンと共にバスのりばも整備され、当駅前バスのりばは4箇所となった。2019年3月末までは、この状態でバスのりばの運用が行われていたが、同年4月1日より駅前再開発工事によって4箇所のうち1箇所の乗り場（東横イン熊本駅前横、九州・本州向け都市間バスと熊本都市バスの一部路線乗り場）が閉鎖され、都市間バスは熊本桜町バスターミナル乗り場と同じ1番乗り場へ変更、熊本都市バスの一部路線に関しては駅構内にロータリー広場が整備され、広場内にバスのりばが設けられた。2021年4月1日からは白川口駅前広場リニューアルに伴って、全ての路線バスは駅広場内に設けられたバス乗り場に移動すると同時に各方面別に7箇所の乗り場に細分化され、従来停車していた北九州予備校前乗り場（天草・西部車庫・熊本港・天水方面）は降車専用ホームとなり、くまもと森都心プラザ前乗り場は廃止され新たに「森都心プラザ前」停留所が別途設置された[49]。
- 高速道路を経由する都市間バス路線は当初はすべて熊本交通センター（現：熊本桜町バスターミナル）を起終点とし熊本駅前に発着するものはなかったが、2009年12月より長崎行と宮崎行が、その後2011年には本州方面行き夜行バス（神戸・大阪・京都行）が停車するようになり、その後も徐々に各路線が乗り入れ始めたことにより、現在では熊本発着のすべての路線が熊本駅前に停車している（福岡行のスーパーノンストップ以外の系統、鹿児島行の鹿児島側運行会社便を除く）。かつては、2013年8月から「新高速乗合バス」制度に伴い従来のツアーバスから移行したロイヤルバスも当駅前に停留所を新設し乗り入れていた（2017年9月末日をもって運行休止）。

| のりば                      | 運行事業者            | 方面                               | 系統・行先 | 備考                                                                          |
| --------------------------- | --------------------- | ---------------------------------- | --- | ----------------------------------------------------------------------------- |
| 1                           | 熊本都市バス          | 桜町BT・長嶺・健軍・木山・嘉島方面 | G1-2：トラックターミナル G1-5：免許センター・パークドーム H2-1：小峯営業所・小峯・三山荘 |                                                                               |
| 1                           | 産交バス              | 桜町BT・長嶺・健軍・木山・嘉島方面 | AM 快速「あまくさ号」・S3-2・S4-3・S4-4・S4-9・T2-2・T2-3・T2-5：桜町BT F2-1：小山団地 F2-3：戸島駐車場 G2-1：小山団地 K3-1：沼山津・小楠記念館入口 K3-3：木山 K4-2：阿蘇くまもと空港 S4-9：水道町                                                   | 「K4-2」は本数少                                                              |
| 1                           | 熊本バス              | 桜町BT・長嶺・健軍・木山・嘉島方面 | M2-1：中の瀬車庫・イオンモール | 本数少                                                                        |
| 2                           | 熊本都市バス          | 桜町BT・光の森・山鹿・菊池方面     | SS 熊本城周遊バス（しろめぐりん）：熊本城・博物館・県立美術館分館方面 |                                                                               |
| 2                           | 産交バス              | 桜町BT・光の森・山鹿・菊池方面     | A1-1：富尾団地 A2-1・A3-1：木留 A4-1：植木駐車場・小野泉水公園 A5-1・A5-2：山鹿温泉・山鹿BC E2-0・E2-1：竜田口駅・楠団地 E3-3：武蔵ヶ丘車庫前 通町直行便                                                                                             | 「通町直行便」は水道町・通町筋・市役所前に停車、平日朝の通勤時間帯のみ4便運行 |
| 2                           | 電鉄バス              | 桜町BT・光の森・山鹿・菊池方面     | C1-1・C1-2・C1-3・C1-4：辻久保・菊池プラザ・菊池温泉 C3-2・C3-3：菊池プラザ・菊池温泉 C5-3・C5-4：新地団地・泉ヶ丘・杉並台・武蔵ヶ丘車庫 C9-1・C9-2・C9-3・C9-4・C9-5：泉ヶ丘・杉並台・武蔵ヶ丘車庫 E2-2：光の森駅                                   |                                                                               |
| 3                           | 熊本都市バス          | 上熊本方面                         | O1-0 第一環状線：上熊本駅・大学病院・本山営業所方面 SS 熊本城周遊バス「しろめぐりん」：熊本駅前到着便（降車） |                                                                               |
| 4                           | 産交バス              | 田崎市場前・アクアドーム・河内方面 | T1-1：小島産交 T1-2・T2-1：中島（五丁） T2-2・T2-3：小天温泉・天水支所 T3-0：西部車庫 S4-1：アクアドーム S4-3：川口二丁 S4-9：JA飽田支所・小島産交                                                                                                   |                                                                               |
| 5                           | 熊本都市バス          | 蓮台寺・熊本港・天草方面           | O4-0 中央環状線：南熊本駅前・味噌天神前・大学病院前方面 S3-1：流通団地・済生会病院 |                                                                               |
| 5                           | 産交バス              | 蓮台寺・熊本港・天草方面           | AM 快速「あまくさ号」：天草車庫 TM 快速「たかもり号」：西部車庫 S3-0：西部車庫 S3-2：熊本港 |                                                                               |
| 5                           | 電鉄バス              | 蓮台寺・熊本港・天草方面           | C各系統：蓮台寺入口 熊本駅止（降車） |                                                                               |
| 5                           | 熊本バス              | 蓮台寺・熊本港・天草方面           | 熊本駅止（降車） | 本数少                                                                        |
| 6                           | 熊本都市バス          | 大学病院方面                       | H4-1：長嶺団地 K6-0：県会議事堂・小峯営業所 KL 熊学ライナー：熊本学園大学 O2-0 第一環状線：本山営業所・大学病院前・上熊本駅前方面 O3-0 中央環状線：大学病院構内・味噌天神前・南熊本駅前方面                                                          |                                                                               |
| 7                           | 産交バス              | 空港リムジンバス・県外向け特急バス | AP 空港リムジンバス：阿蘇くまもと空港 TM 快速「たかもり号」：高森中央 高速「さいかい号」：佐世保（佐世保駅・ハウステンボス） 高速「きりしま号」：鹿児島（鹿児島中央駅・鹿児島本港） 九州横断バス：別府駅・阿蘇駅前・由布院駅前バスセンター・黒川温泉 | 高速「きりしま号」は九州産交便のみ                                            |
| 7                           | 産交バス 西日本鉄道   | 空港リムジンバス・県外向け特急バス | 高速「ひのくに号」：福岡（天神・博多駅） | スーパーノンストップ便のみ                                                    |
| 7                           | 産交バス 長崎県交通局 | 空港リムジンバス・県外向け特急バス | 高速「りんどう号」：長崎（長崎駅） |                                                                               |
| 7                           | 産交バス 宮崎交通     | 空港リムジンバス・県外向け特急バス | 高速「なんぷう号」：宮崎（宮交シティ・宮崎駅） 特急「たかちほ号」：延岡 |                                                                               |
| 7                           | 産交バス 近鉄バス     | 空港リムジンバス・県外向け特急バス | 高速「サンライズ号」：神戸・大阪・京都（神戸三宮・大阪駅前（地下鉄東梅田）・京都駅八条口） 高速「あそ☆くま号」：大阪・京都（大阪駅前（地下鉄東梅田）・京都駅八条口）                                                                                 |                                                                               |
| 7                           | 産交バス 大分バス     | 空港リムジンバス・県外向け特急バス | 特急「やまびこ号」：大分（中央通り・県庁正門前） |                                                                               |
| 降車専用 （北九州予備校前） | 産交バス              | －                                 | 熊本駅止および西部車庫行：県外発高速・特急バス、九州横断バス、空港リムジンなど（降車のみ） A2-1・A3-1・A4-1・A5-1・A5-2・E3-3：田崎橋 |                                                                               |

### 新幹線口（駅西側）
| 運行事業者 | 方面       | 系統・行先                         | 備考               |
| ---------- | ---------- | ---------------------------------- | ------------------ |
| 産交バス   | 天草方面   | 大江戸温泉物語・天草ホテル亀屋     | ツアーバス、予約制 |
| 産交バス   | 田崎方面   | S1-0：西部車庫                     |                    |
| 産交バス   | 桜町BT方面 | K3-1：健軍四つ角・沼山津           |                    |
| 島鉄バス   | －         | オーシャンライナー：島原・小浜温泉 | ツアーバス、予約制 |

かつて新幹線口開業時においては一般路線バスも停車していたが、2012年3月31日に乗入れ廃止。最寄バス停は、新幹線口開業前よりあった春日校前（新幹線口から西方へ徒歩3分）停留所を利用する。

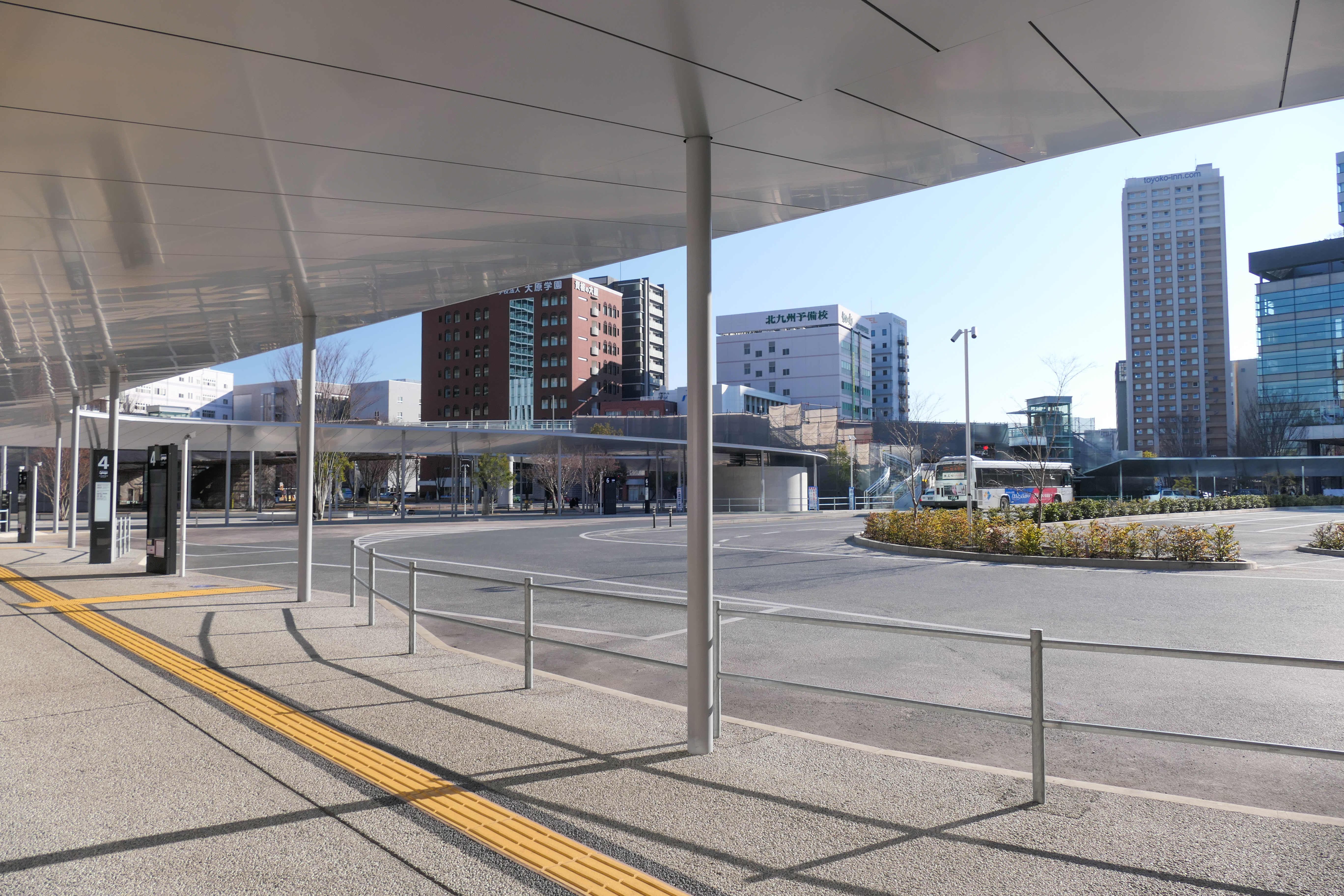
白川口ロータリー（2022年1月）
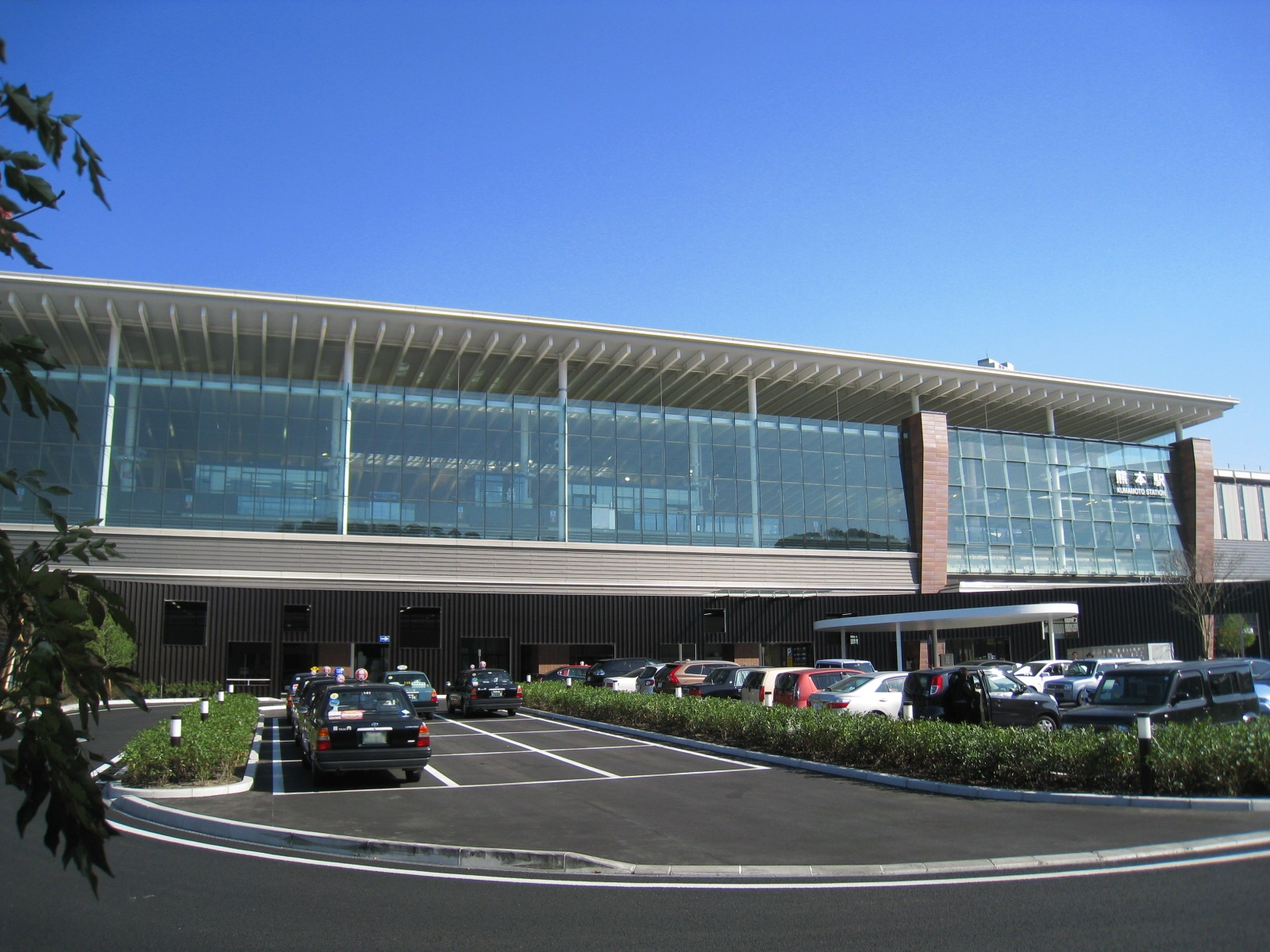
新幹線口ロータリー（2011年4月）

## 熊本駅周辺再開発事業
2011年に九州新幹線が開業、2019年に在来線の高架化事業の完成と共に、駅やその周辺ではさまざまな再開発事業が計画された。

### 熊本地方合同庁舎の移転改築
熊本城内を含む熊本市内に分散した国の出先機関の老朽化・狭隘解消ならびに熊本城復元工事の進捗の都合により、熊本駅の東南地区に存在した旧 月星化成熊本工場の工場跡地に移転集約する事業である。計画ではA棟・B棟の2建物を配置し、A棟には九州総合通信局・九州財務局・熊本労働局・九州農政局・熊本営繕事務所ならびに熊本地方気象台が入居、B棟には九州管区行政評価局（熊本行政評価事務所）・熊本国税局・熊本国税不服審判所・熊本西税務署・自衛隊熊本地方連絡部・長崎税関八代税関支所ならびに九州地方環境事務所が入居、計8施設15官署が集約される。移転事業は2007年度に採択されており、2008年7月8日にA棟が起工し2011年9月21日に開所式を迎えた。続くB棟は民主党政権下で一旦は凍結されたものの凍結が解除され、2012年10月1日に着工、2014年10月9日にB棟も開所した。

#### 熊本地方合同庁舎A棟の概要
- 延べ面積: 26,349  m2[52][注釈 3]
- 階数および構造: 地上12階・地下1階・塔屋1階、鉄骨造（一部鉄骨鉄筋コンクリート造）
- 設計: 安井・シーザーペリ設計JV
- 外構設計協力: 鳳コンサルタント環境デザイン研究所
- 施工: 前田建設工業
- 竣工: 2010年11月

（諸元は設計事務所の安井建築設計事務所および光井純 アンド アソシエーツ 建築設計事務所による）

#### 熊本地方合同庁舎B棟の概要
PFI方式により設置。
- 延べ面積: 23,517 m2[注釈 4]
- 階数および構造: 地上9階・地下2階、鉄骨造（一部鉄骨鉄筋コンクリート造）
- 事業体: 熊本合同庁舎PFI
- SPC構成企業
  - 設計・監理: 佐藤総合計画・西日本技術開発JV
  - 施工:
    - 建築: 大林組九州支店
    - 電気設備: 九電工
    - 機械設備: 九電工・菱熱JV
- 竣工: 2014年10月

（諸元は国土交通省 九州地方整備局営繕部および、佐藤総合計画による）
当初計画では福岡の地方合同庁舎を上回る規模の、2棟で延べ床面積5万2千平方メートルの規模が見込まれていたが、両棟合わせた延べ面積は 49,866 m2 となり、福岡合同庁舎の延べ面積合計よりも少し小さい数値となった。

### 熊本駅前東A地区第二種市街地再開発事業
森ビル都市企画を代表者とする企業グループによる再開発。通称「くまもと森都心」。熊本駅正面からペデストリアンデッキで結ばれ、情報交流施設、図書館、地元金融機関の支店、熊本の食をテーマにした食料品店、ファッションブランドなどが入居する「くまもと森都心プラザ」（地上6階、地下1階）、地権者が入る権利者棟「春日ヒルズ」（地上2階）、超高層タワーマンションの「ザ･熊本タワー」（地上35階、地下1階）で構成される。その他にも、交流広場や坪井川を利用した親水公園等を含んだ施設がある。2012年3月までにすべて完成した。。

### 熊本駅舎の改築
2011年の九州新幹線整備に伴い、新幹線駅舎が先行し整備された。また、在来線駅舎は2018年3月の在来線高架化完了により取り壊され、2019年3月16日に建築家の安藤忠雄デザインの駅舎に建て替わった。駅舎デザインは、日本三名城の1つ熊本城の石垣「武者返し」や雄大な自然をイメージしたもので、出入口の門柱は城門、防風壁は長塀を模すなど熊本城の持つ「和」の心をイメージしつつ、ガラス張りの壁を採り入れることで、ホームから熊本の街並みを眺望できるよう配慮されている。2019年度には、駅前広場が現在の1.6倍に拡大し整備された。

### 高架下商業施設の開業
2018年3月17日に、駅周辺の在来線高架化完了に伴い、高架下に生み出された延床面積7,500 m2の空間に「肥後よかモン市場」を開業した。在来線と新幹線の改札口の正面にあり60店舗が入居。飲食ゾーンに、居酒屋・熊本ラーメン店・すし屋など18店舗、物販ゾーンに、総合土産店・菓子屋・立ち飲み屋スペースを備えた酒屋など33店舗、その他コンビニや観光案内所などを備えている。

### 新熊本駅ビルの建設
2017年11月、JR九州は地上12階・地下1階建ての新駅ビルを建設し2021年春の開業をめざすことを明らかにし、延床面積は107,000 m2で博多駅ビルに次ぐ規模となる。駅ビル内は、JR熊本シティ運営のファッションビル「アミュプラザくまもと」、JR九州ホテルズが運営するブラッサムの上位ブランド「THE BLOSSOM KUMAMOTO（ザ ブラッサム クマモト）」 やメモリードとセルモの合弁会社であるザ・フォレストテラス運営の「ザ・フォレストテラス熊本」（当初はアルカディア運営の結婚式場だったが 変更になった）、松竹マルチプレックスシアターズによるシネマコンプレックス「熊本ピカデリー」 のほか、熊本らしさをイメージした水と緑の立体庭園が作られる予定である。中核となる「アミュプラザくまもと」はJR九州が九州各都市に展開するアミュプラザシリーズの中では、博多駅のアミュプラザ博多（JR博多シティ）に次ぐ規模を誇る。ビル名は、2020年8月に「JR熊本駅ビル」と正式決定した。2020年10月28日に、開業予定日を2021年4月23日と決定した。

### 複合ビルの建設
2018年3月、JR九州は新熊本駅ビルとは別の複合ビル「熊本駅北ビル（仮称）」を建設することも発表。白川口に今後整備される駅前広場の北側に当たる同社所有地に地上12階建て、1階から3階は商業施設、4階以上はオフィスの入居を想定した複合ビルの建設を検討していることを明らかにし、熊本駅周辺を新都心に位置づけるとしている。2020年冬開業予定。また、2019年11月には、新幹線口、熊本駅第二駐車場横にオフィスビル「JR熊本駅西ビル（仮称）」も建設することも発表した。この発表のなかで、さらにもう一棟オフィスビルを同じく新幹線口に建設する計画があるとしている。北ビルには、大手家電量販店のビックカメラが熊本では初出店する予定になっている。 ビル名は2020年8月に北ビルの方が「JR熊本白川ビル」、西ビルの方が「JR熊本春日南ビル」と正式決定した。また、2022年4月には地上6階建ての1・2階が店舗・クリニック、3階から6階がオフィスの「JR熊本春日北ビル」建設が発表された。2023年3月竣工予定。
このほか、JR主導の開発として数棟のマンション や駐車場といった施設が計画されている。

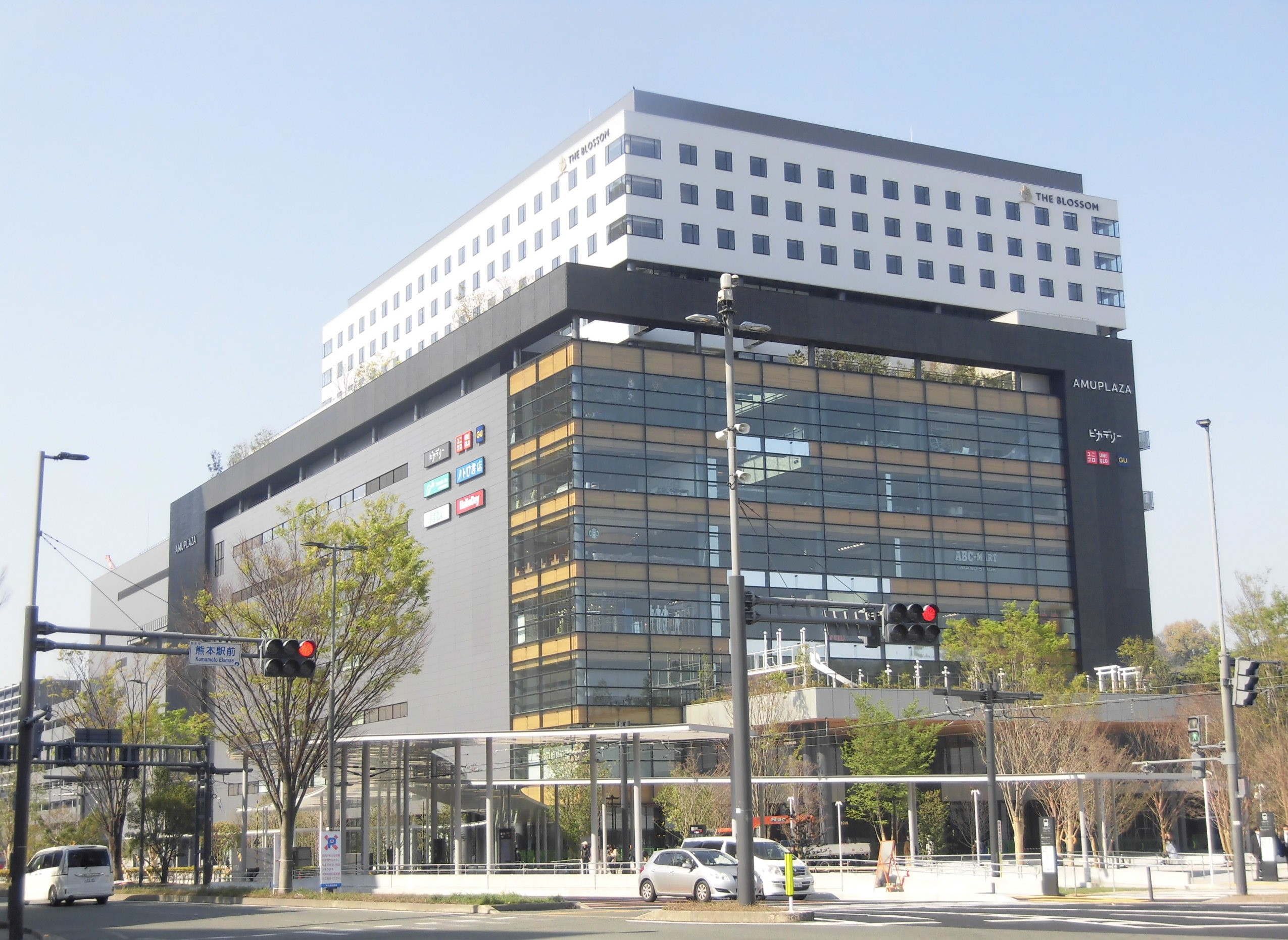
JR熊本駅ビル（アミュプラザくまもと）
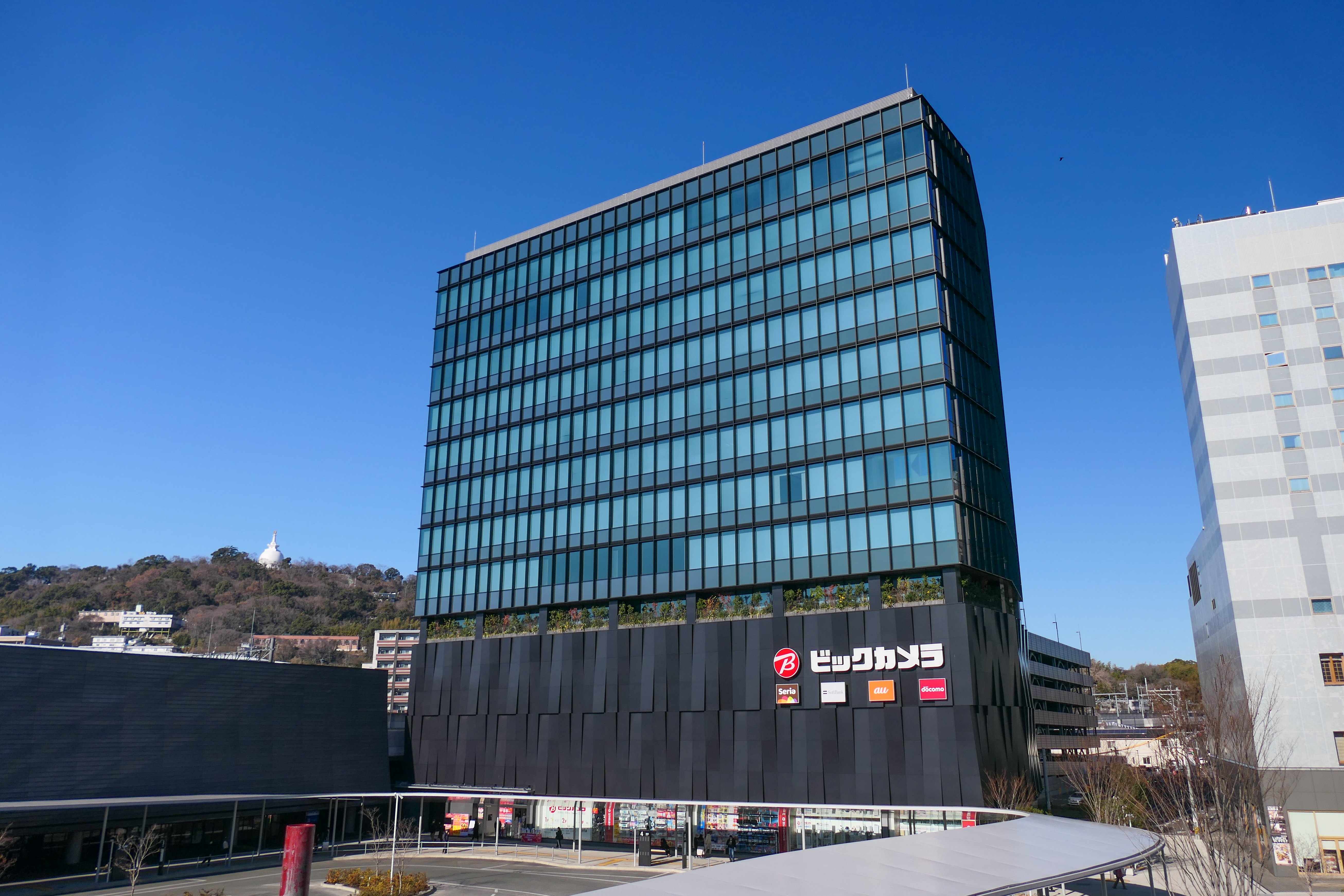
JR熊本白川ビル（ビックカメラ アミュプラザくまもと店）

## その他
- 駅西側にあった熊本鉄道事業部の車両基地、熊本運輸センターの車両倉は煉瓦造りで有名だったが、移転に伴いこれも解体された。
- 近年まで、都道府県庁所在地駅の中で唯一、駅名標が全て旧国鉄型の駅であったが、前述の通り、2006年9月24日に、のりばの変更が実施されたのに伴い、新しくなったのりばには、JR九州仕様の駅名標が設置された。
- 駅名標のイラストは、当駅に設置されている駅スタンプと同様のデザインとなっている。
- 一方、九州新幹線ホームの駅名標は他駅同様青地白文字である。
- 新幹線口には地下水都市を象徴する親水施設がある
- 「映画 妖怪ウォッチ 誕生の秘密だニャン!」公開に併せ、当駅を「毛馬本（ケマモト）駅」に扮装させるイベントが行われた（平成26年12月6日〜平成27年3月1日まで→平成27年3月29日まで延長）。主人公「ケータ」の祖母の故郷「ケマモト村」にある「ケマモト駅」にちなんでおり、駅員の名札・駅名標・ホーム・改札・みどりの窓口等、構内各所で本作品の妖怪が出現した。また、ケマモト村ご当地キャラクターの「ケマモン」も登場した。

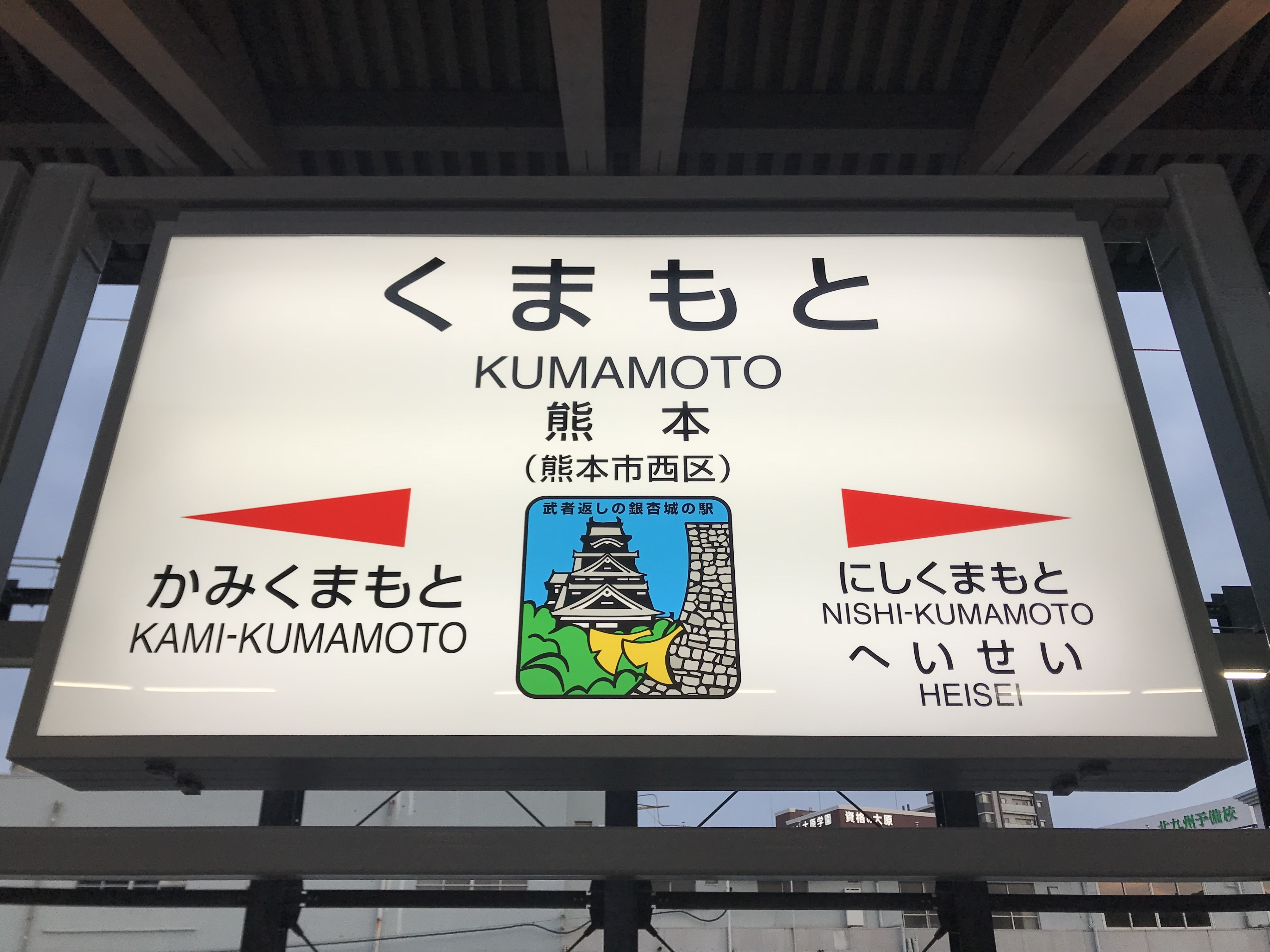
在来線の駅名標
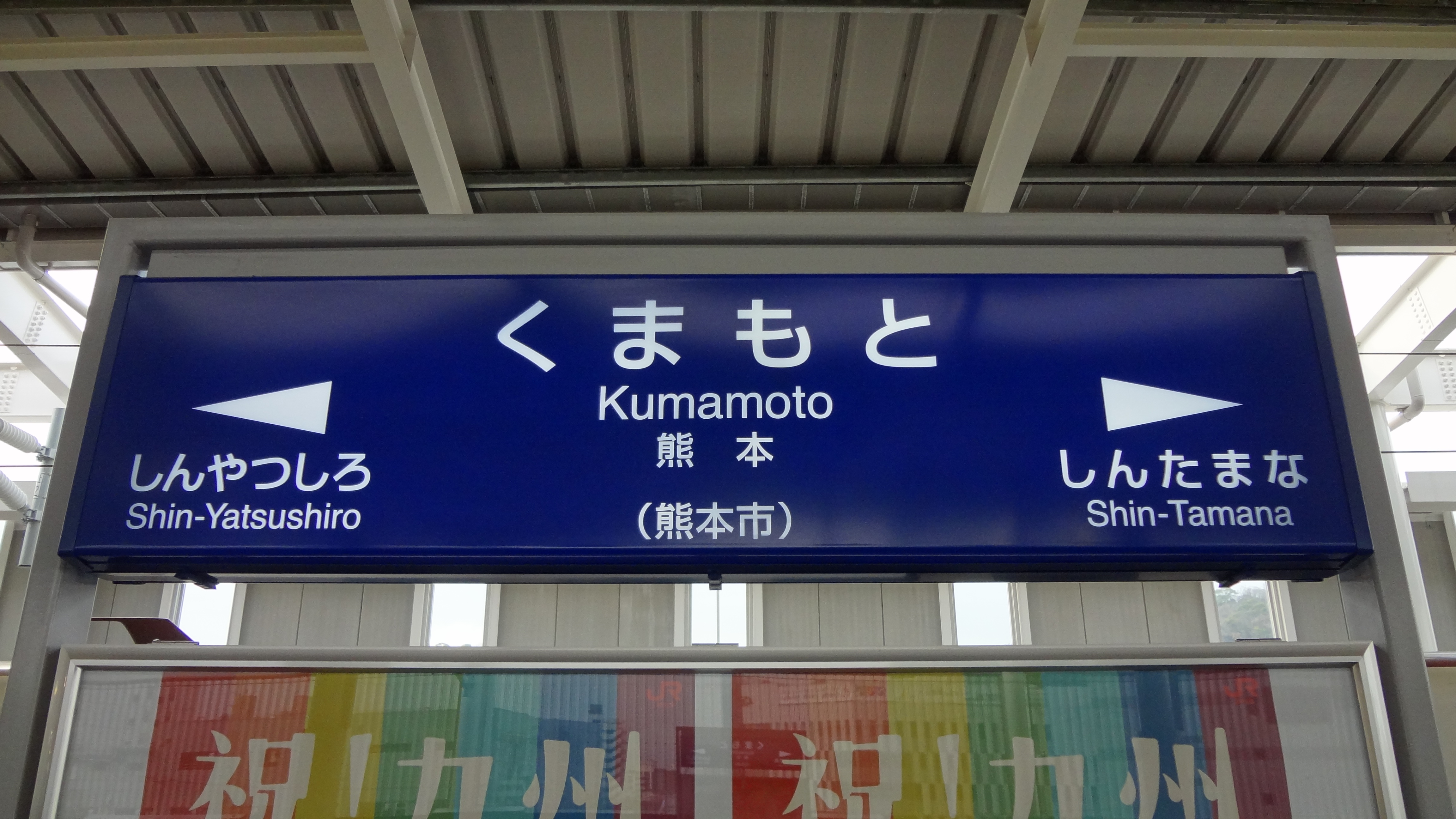
九州新幹線の駅名標
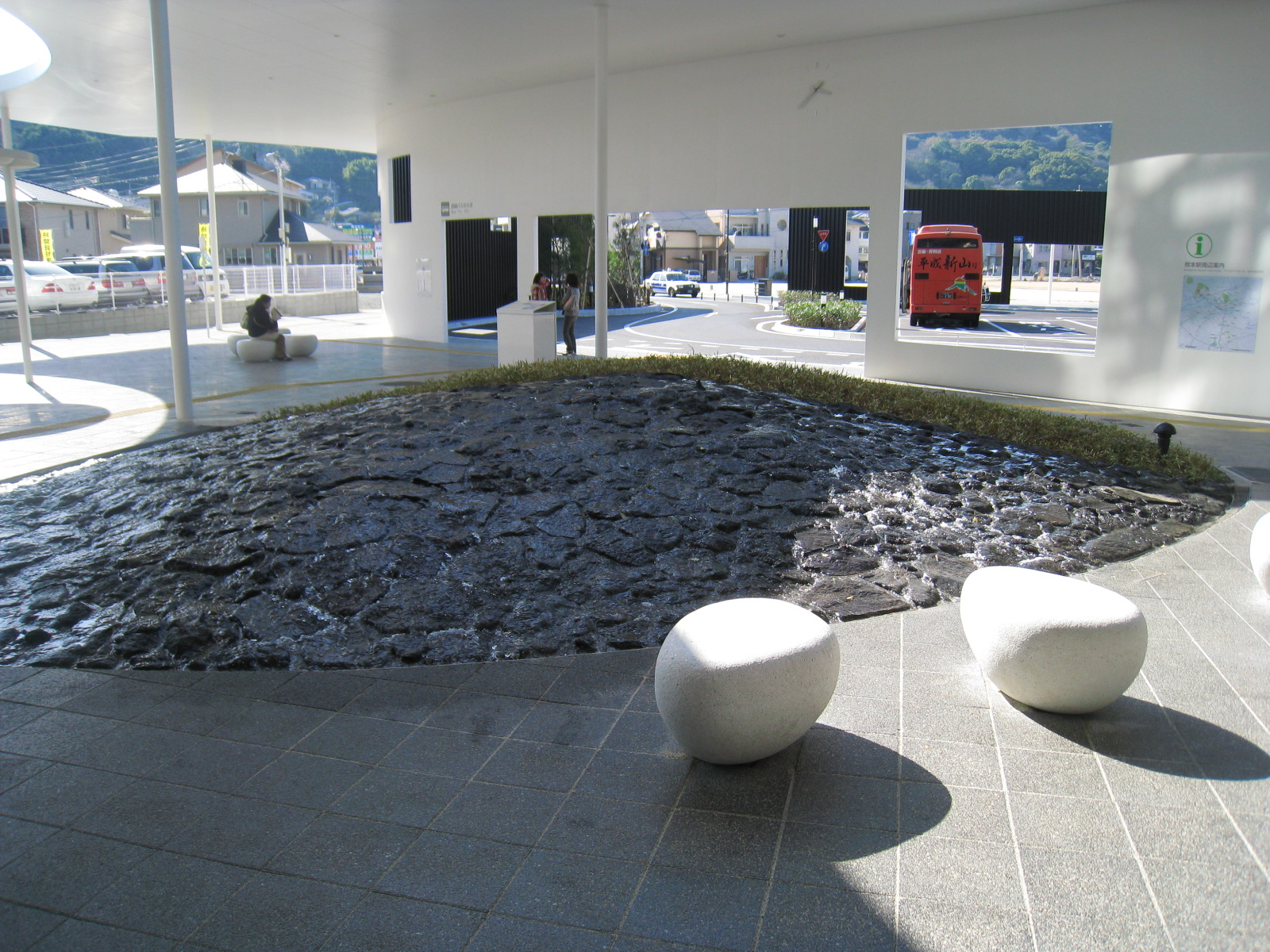
新幹線口の親水施設

## 隣の駅
※特急列車等の有料列車については各列車記事を参照のこと。
九州旅客鉄道（JR九州）
 九州新幹線
新玉名駅 - 熊本駅 - 新八代駅
■鹿児島本線
■区間快速・■普通
上熊本駅 - 熊本駅 - 西熊本駅
■あまくさみすみ線（三角線直通）
- 臨時観光特急「A列車で行こう」発着駅

■普通
熊本駅 - 西熊本駅
■特急
　　熊本駅 - 宇土駅
■豊肥本線
- 特急「九州横断特急」「あそぼーい!」発着駅

■普通
平成駅 - 熊本駅
熊本市交通局
■A系統（田崎線・幹線）
二本木口停留場 (2) - 熊本駅前停留場 (3) - 祇園橋停留場 (4)